# Katowice

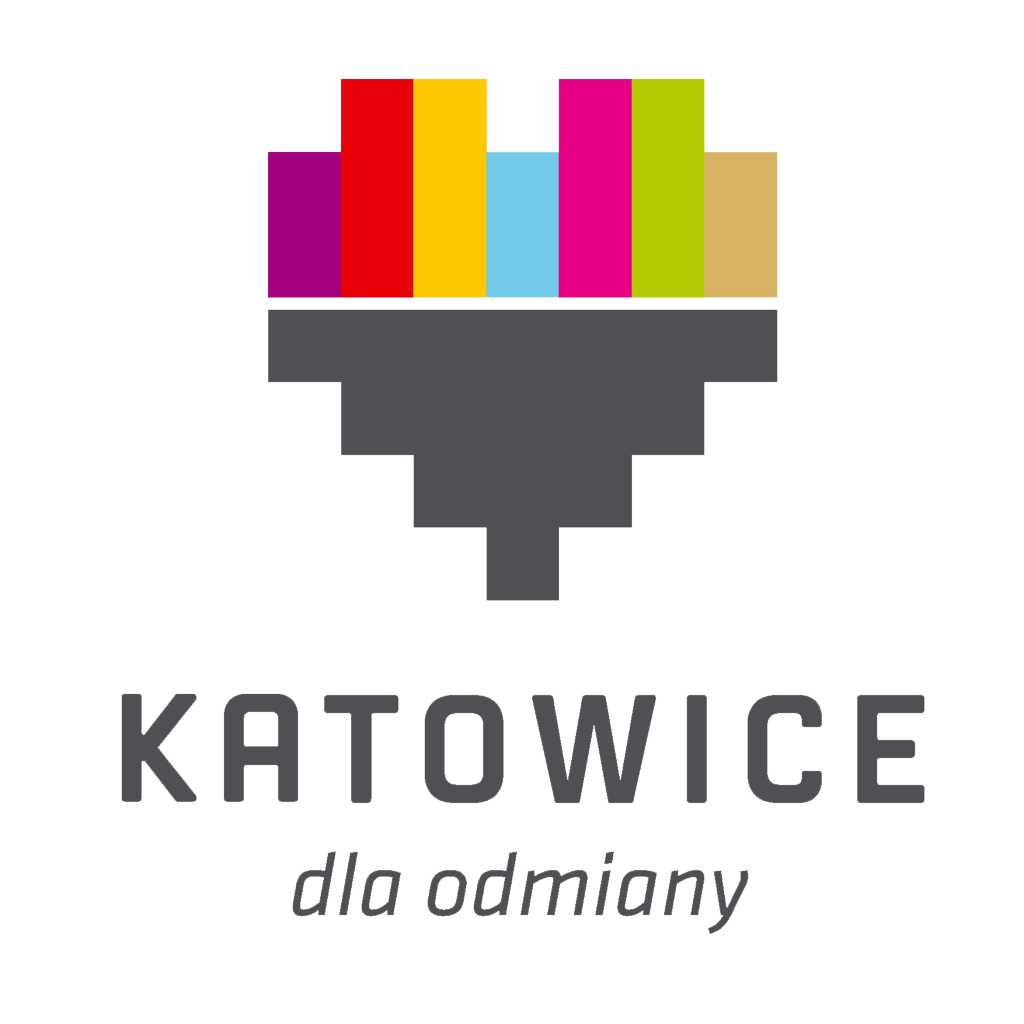
Logo

Katowice ( AFI: /katɔˈvit͡sɛ/; in slesiano Katowicy; in tedesco Kattowitz; in yiddish קאטעוויץ‎?, Katevits; in ceco Katovice) è un'importante città della regione storica della Slesia, nella Polonia meridionale, sui fiumi Kłodnica e Rawa, non lontana da Cracovia.

## Geografia fisica

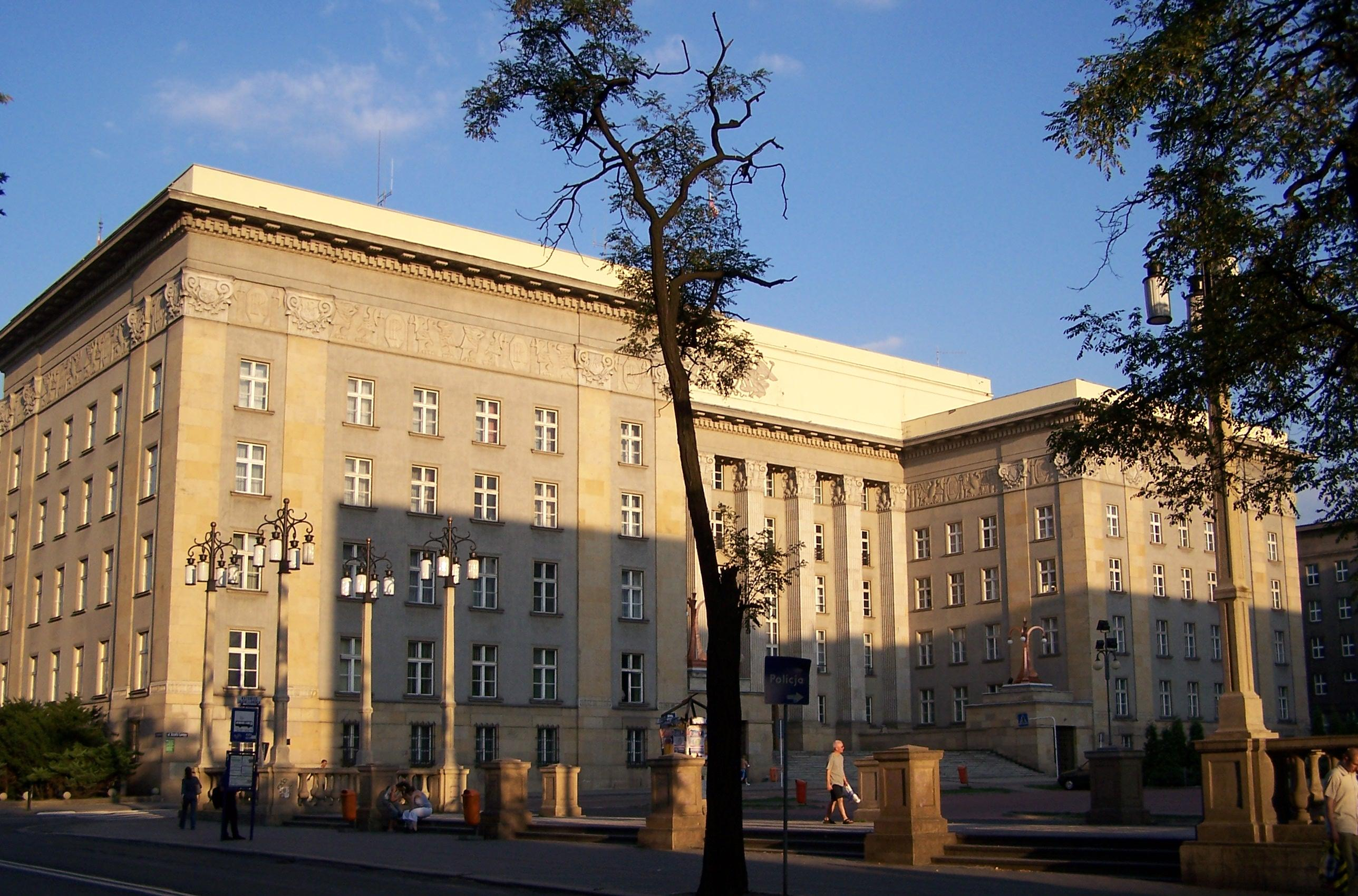
Il Parlamento slesiano

Katowice è dal 1999 la capitale dell'unità di amministrazione e governo locale chiamata voivodato della Slesia. Precedentemente era la capitale dell'omonimo voivodato di Katowice. È la principale città di un'area metropolitana, normalmente citata tra le maggiori Aree metropolitane europee e del GOP (Górnośląski Okręg Przemysłowy), vasta area industriale dell'Alta Slesia che comprende, tra le altre, Gliwice, Zabrze, Bytom, Sosnowiec e Jaworzno. La popolazione è composta da 321.163 abitanti, che salgono a 3.487.000 nell'intero agglomerato metropolitano.

## Storia

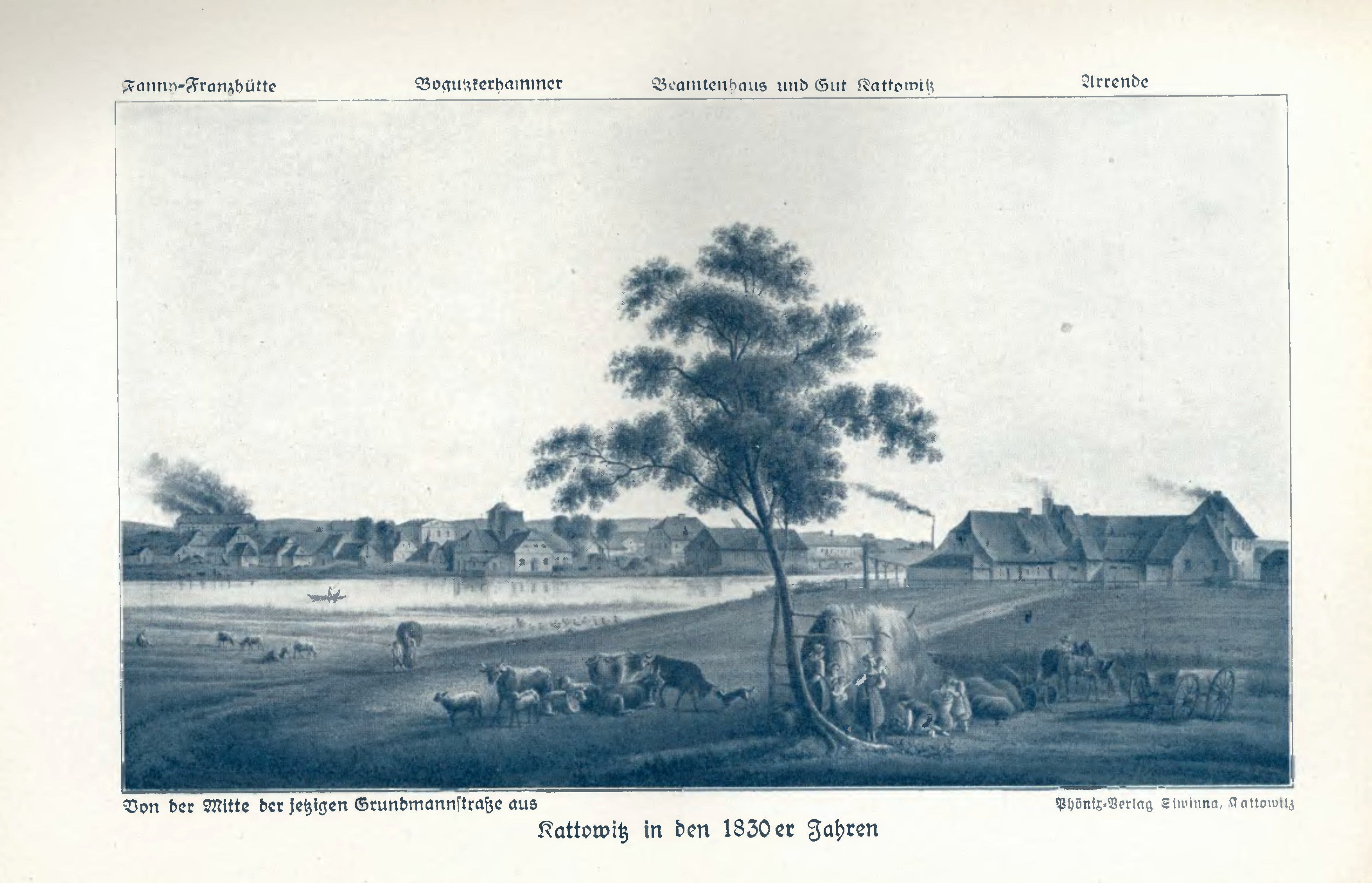
Katowice nel 1830

L'Alta Slesia, l'area attorno a Katowice, era già abitata nell'inizio della sua storia. Nel 1526 il territorio andò a far parte degli Asburgo. La città propria fu fondata nel XIX secolo, quando il territorio era sotto il governo della Germania. Katowice ricevette lo status di città nel 1865. La città diventò famosa, quindi si arricchì, quando vi furono scoperti giacimenti minierari. Con la Rivoluzione industriale, la città si sviluppò e vi si costruirono industrie di vario tipo.

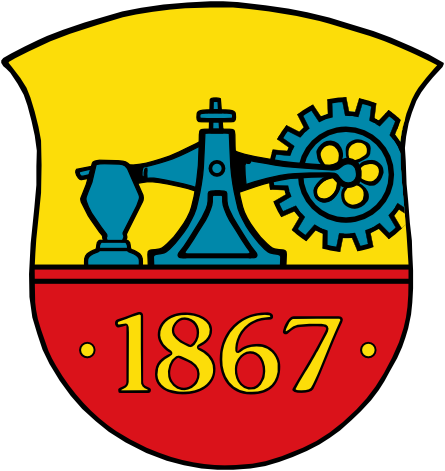
Vecchio stemma di Katowice

Abitata principalmente da tedeschi, polacchi ed ebrei, Katowice andò a far parte della Polonia quando la Slesia decadde tra il 1918 e il 1921. Successivamente, il territorio fu diviso in due e Katowice stette nella parte della Polonia, ma con il Voivodato della Slesia e un suo Parlamento. Durante la seconda guerra mondiale Katowice è stata la sede di uno dei 45 sottocampi del campo di concentramento di Auschwitz. L'intera popolazione ebraica della città (9000 persone) fu espulsa e deportata già alla fine del 1939; pochi saranno i sopravvissuti all'Olocausto. La sinagoga grande di Katowice, uno dei monumenti più imponenti della città, fu data alle fiamme.
Nel dopoguerra, tra il 1953 e il 1956 la città fu rinominata Stalinogród. Dopo la fine della Repubblica Popolare di Polonia nel 1989 e l'ingresso da parte della Polonia nell'Unione Europea nel 2004, Katowice ha subito un notevole sviluppo. La città si è rinnovata con restauri e costruzioni di luoghi e palazzi rendendo lo stile della città moderno e contemporaneo.

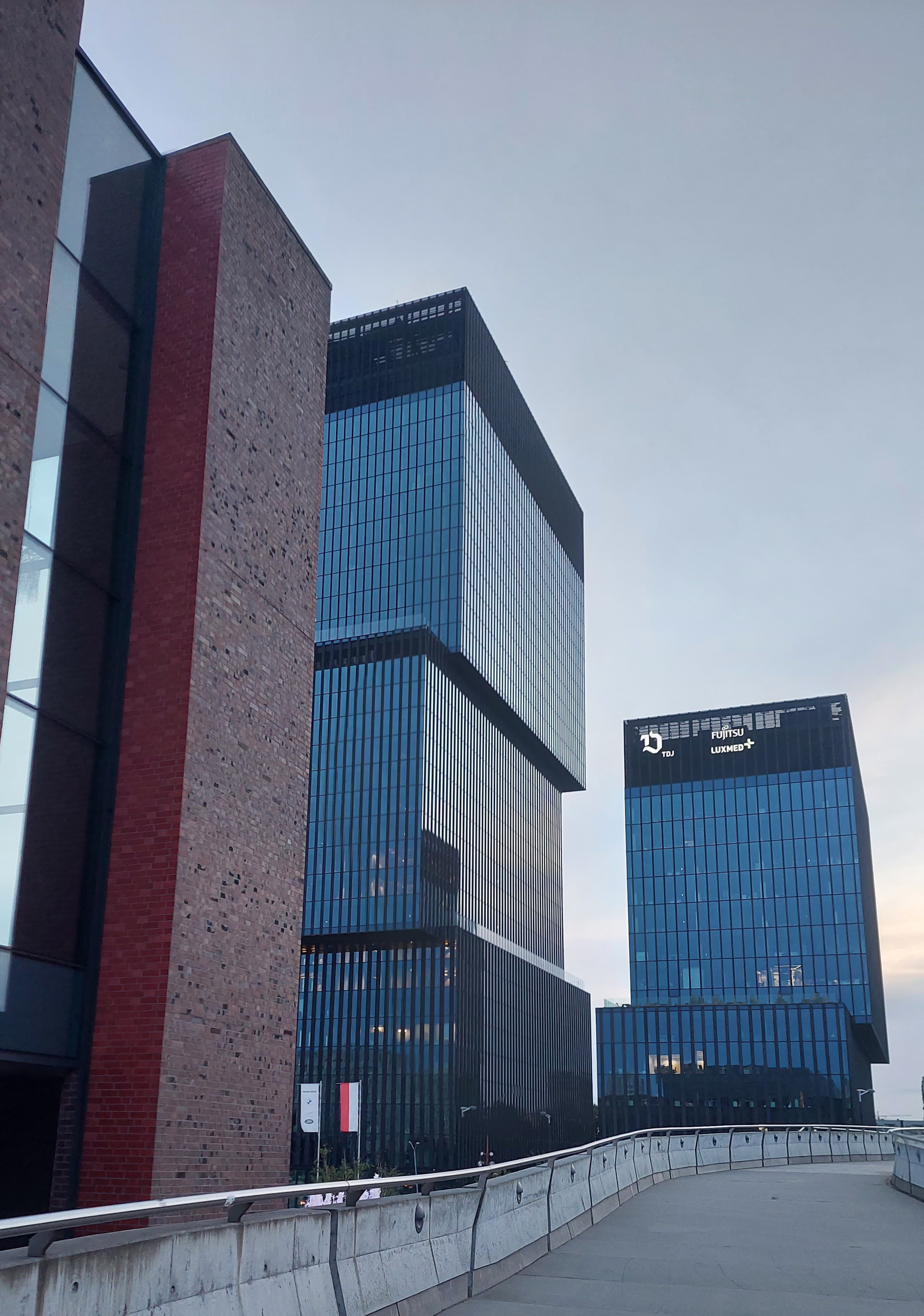
Complesso dei grattacieli .KTW con al lato la sede del NOSPR

## Monumenti e luoghi d'interesse

### Architettura

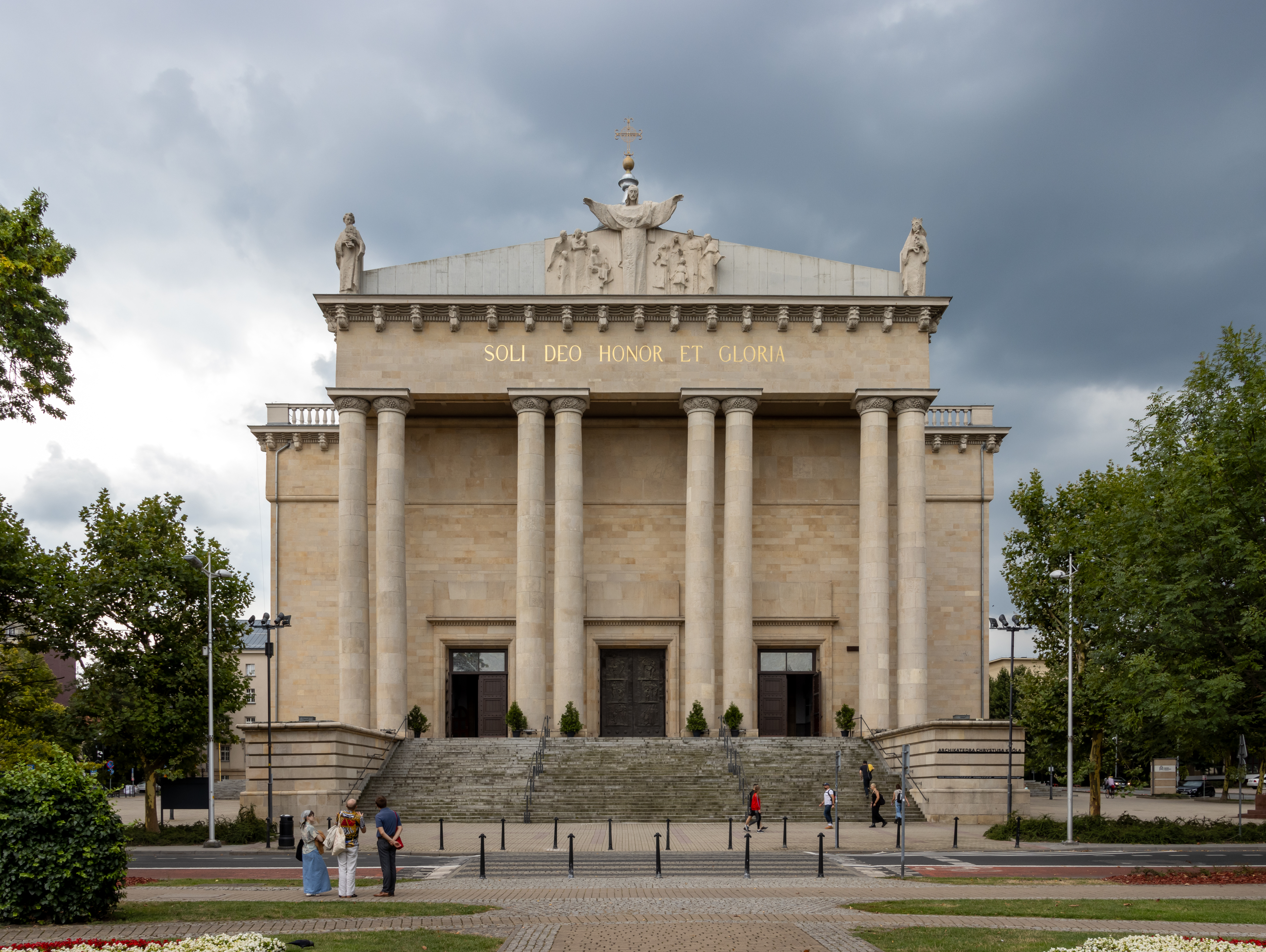
La cattedrale cattolica di Katowice

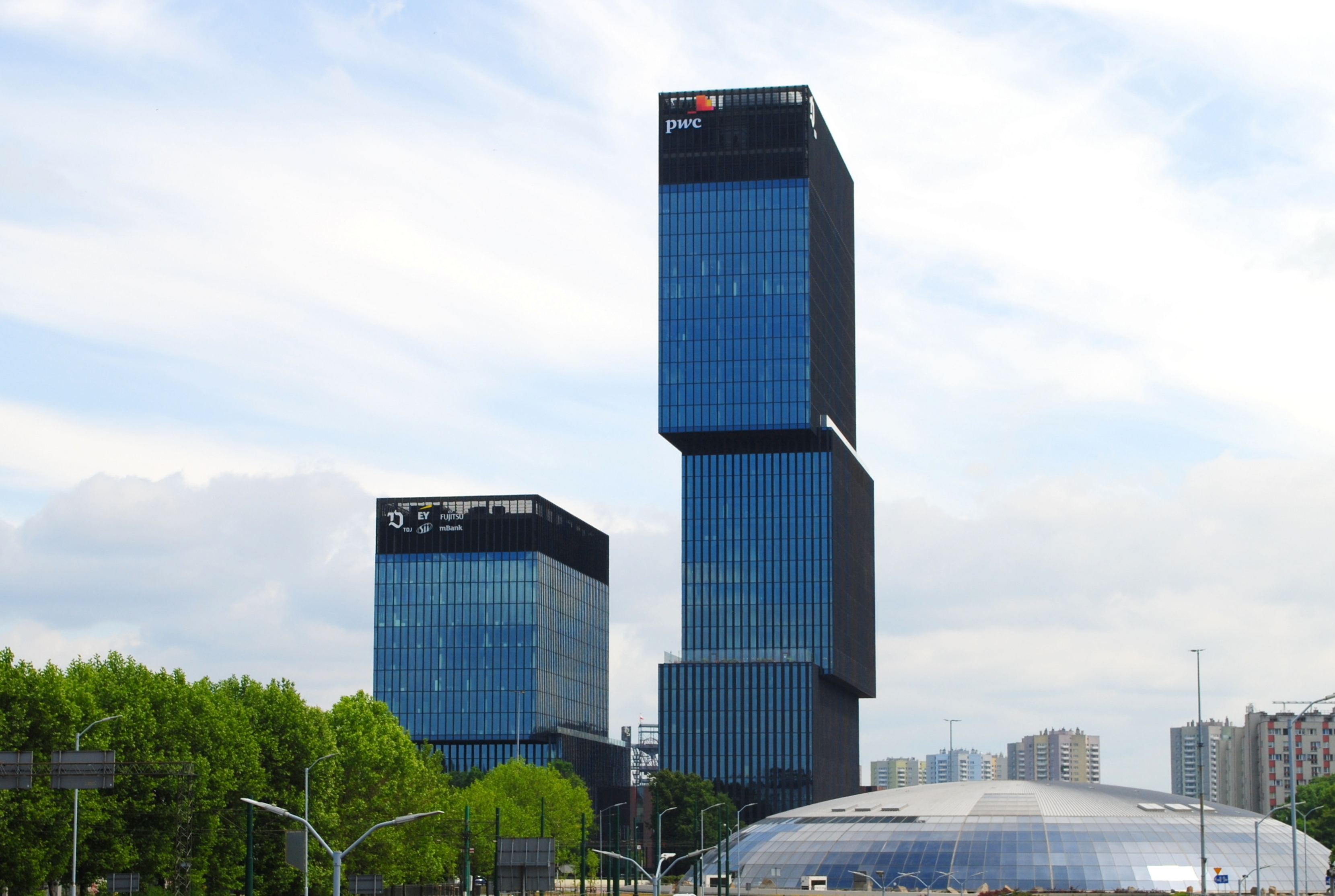
Grattacieli .KTW I e .KTW II, quest'ultimo il più alto della città e il 22° del Paese

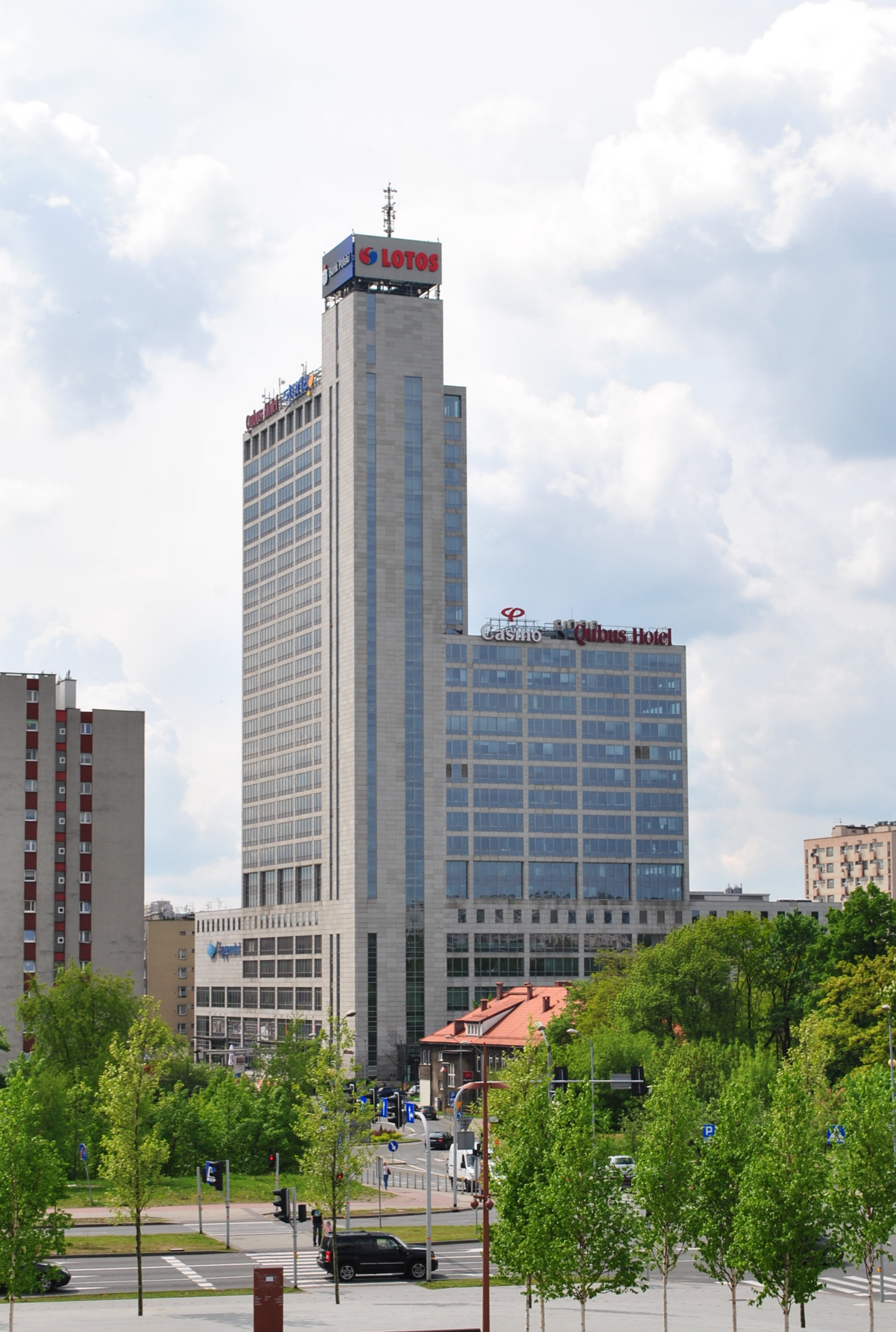
Altus, secondo edificio più alto della città, esempio di architettura moderna a Katowice

Katowice è un grande esempio di arte moderna e Art Nouveau. Il centro della città infatti ospita molti edifici in stile Art Nouveau; la zona sud, invece, presenta grandi esempi di edifici moderni. Katowice Rynek è la piazza principale della città, negli anni 2010 è stata profondamente restaurata. Non tutti i vecchi edifici sono rimasti: infatti negli anni '50 del XX secolo, molti di essi sono stati demoliti per crearne di nuovi e più moderni. Essi a loro volta stanno venendo sostituiti in favore di nuovi edifici neomodernisti.
Ecco i più begli esempi d'arte di Katowice:
- l'Arcicattedrale di Cristo Re
- Strefa Kultury - area designata alle attività culturali e di svago dove si trovano le costruzioni più caratteristiche come il Museo della Slesia e i grattacieli .KTW I e .KTW II
- la Basilica di San Ludovico Re e il convento dei frati minori
- Drapacz Chmur, uno dei primi grattacieli in Europa
- Chiesa di Santo Stefano
- Katowice Rondo,  piazza della città con una caratteristica cupola di vetro
- il monumento alla Slesia, costruito negli anni '20 del XX secolo
- lo Spodek, un grande edificio moderno che ospita incontri sportivi e fiere
- Dworzec Główny Katowice, grande stazione ferroviaria

### Teatri

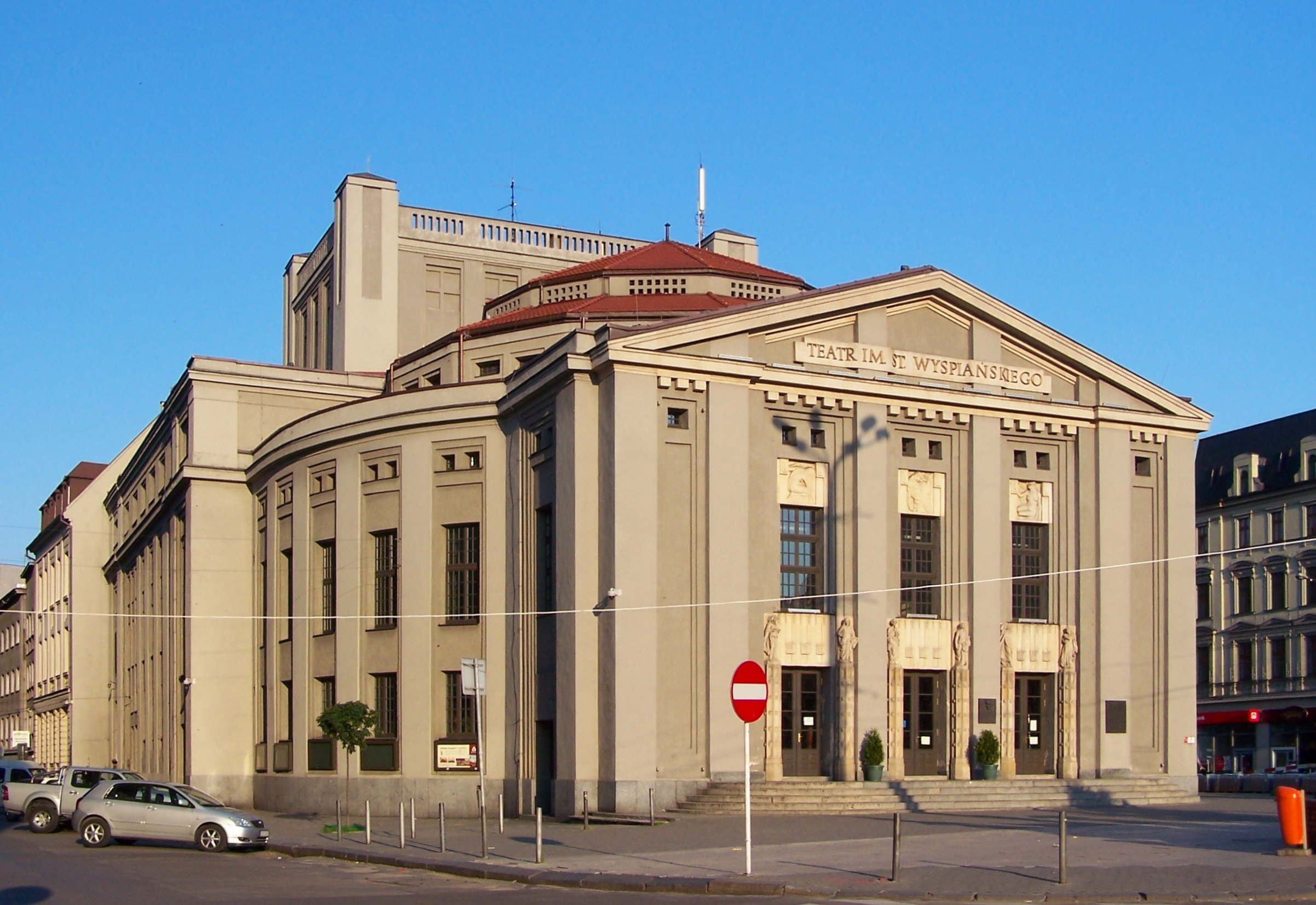
Teatro della Slesia

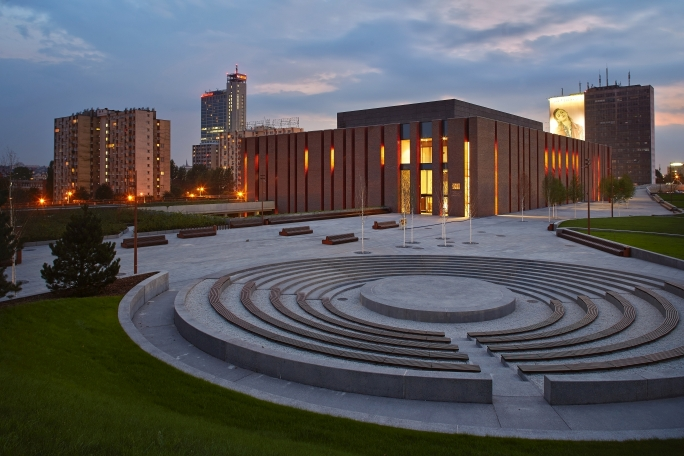
Sede dell'Orchestra Sinfonica Nazionale della Radio Polacca (NOSPR)

- Teatro della Slesia - (in lingua polacca Teatr Śląski), è un teatro della città di Katowice, il più importante, dedicato a Stanisław Wyspiański. L'edificio è situato nella Piazza del Mercato. Il teatro è stato costruito tra il 1905 e il 1907, e diventò famoso negli anni '40 e '50 del XX secolo
- Sede del NOSPR - ampia sala da concerti inaugurata nell'agosto 2014
- Sede della Filharmonia Śląska - istituzione musicale organizzatrice di concerti, generalmente di musica classica
- Ateneum Theater
- Korez Theater
- Cogitatur Theater
- Rialto (Cinema-teatro)

### Parchi e piazze

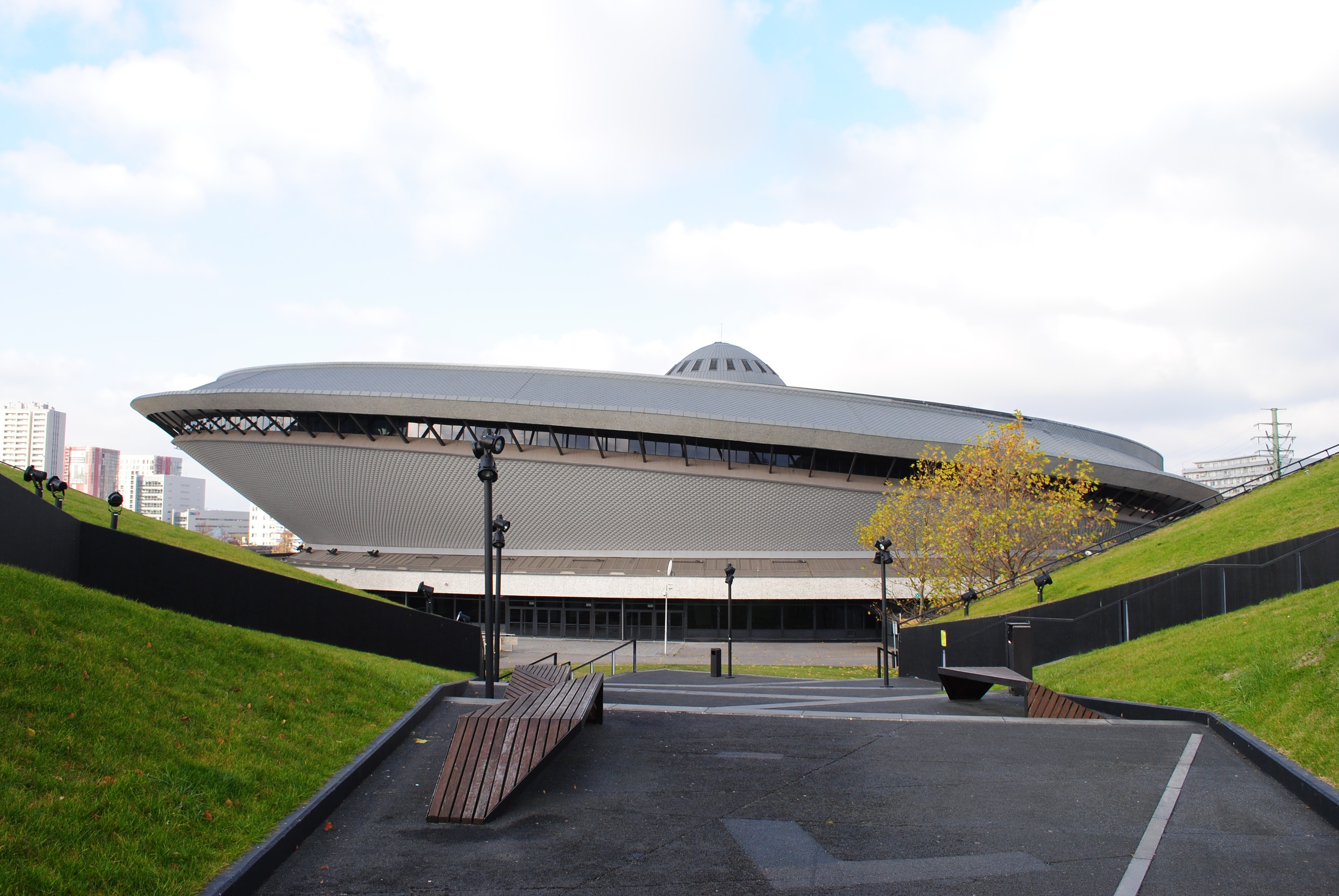
Spodek

- Parachute Tower in Tadeusz Kościuszko
- Tadeusz Kościuszko Park
- Zadole Park
- Bolina Park
- Janina-Barbara Park
- Olympic Participants' Park
- Forest Park
- Murckowska Valley
- Ośrodek Wodno-Rekreacyjny Kleofas
- Three Ponds' Valley
- Ponds: Borki, Morawa and Hubertus
- Piazza Wolność
- Piazza Andrzej
- Piazza Miarka
- Piazza Council of Europe
- Piazza Alfred Square
- Piazza A. Budniok
- Piazza J. Londzin
- Piazza A. Hlond

### Riserve naturali
- Las Murckowski
- Płone Bagno
- Szopienice - Borki

## Clima
| Katowice (1991-2020) Fonte: meteomodel.pl | Mesi         | Mesi         | Mesi         | Mesi        | Mesi        | Mesi        | Mesi        | Mesi        | Mesi        | Mesi        | Mesi         | Mesi         | Stagioni | Stagioni | Stagioni | Stagioni | Anno    |
| Katowice (1991-2020) Fonte: meteomodel.pl | Gen          | Feb          | Mar          | Apr         | Mag         | Giu         | Lug         | Ago         | Set         | Ott         | Nov          | Dic          | Inv      | Pri      | Est      | Aut      | Anno    |
| ----------------------------------------- | ------------ | ------------ | ------------ | ----------- | ----------- | ----------- | ----------- | ----------- | ----------- | ----------- | ------------ | ------------ | -------- | -------- | -------- | -------- | ------- |
| T. max. media (°C)                        | 1,8          | 3,7          | 8,2          | 14,9        | 19,6        | 22,9        | 24,9        | 24,6        | 19,2        | 13,7        | 7,8          | 2,7          | 2,7      | 14,2     | 24,1     | 13,6     | 13,7    |
| T. media (°C)                             | −1,2         | 0,1          | 3,6          | 9,3         | 13,8        | 17,3        | 19,1        | 18,6        | 13,7        | 8,9         | 4,2          | 0,0          | −0,4     | 8,9      | 18,3     | 8,9      | 9,0     |
| T. min. media (°C)                        | −4,3         | −3,4         | −0,7         | 3,5         | 8,0         | 11,7        | 13,3        | 12,9        | 8,9         | 4,6         | 0,9          | −2,9         | −3,5     | 3,6      | 12,6     | 4,8      | 4,4     |
| T. max. assoluta (°C)                     | 14,7 (1971)  | 18,8 (1990)  | 22,8 (1974)  | 29,5 (2012) | 32,2 (2005) | 34,6 (2000) | 35,7 (1957) | 37,2 (2013) | 34,4 (2015) | 26,6 (2001) | 20,9 (1963)  | 18,2 (1989)  | 18,8     | 32,2     | 37,2     | 34,4     | 37,2    |
| T. min. assoluta (°C)                     | −27,4 (1987) | −30,0 (1956) | −20,8 (1971) | −8,2 (2002) | −3,4 (1962) | −0,3 (1958) | 4,8 (1991)  | 3,1 (1984)  | −3,4 (1970) | −8,0 (1991) | −16,3 (1989) | −24,4 (1996) | −30,0    | −20,8    | −0,3     | −16,3    | −30,0   |
| Giorni di calura (Tmax ≥ 30 °C)           | 0,0          | 0,0          | 0,0          | 0,0         | 0,2         | 1,6         | 3,6         | 3,4         | 0,1         | 0,0         | 0,0          | 0,0          | 0,0      | 0,2      | 8,6      | 0,1      | 8,9     |
| Giorni di gelo (Tmin ≤ 0 °C)              | 22,8         | 20,4         | 17,3         | 5,9         | 0,6         | 0,0         | 0,0         | 0,0         | 0,1         | 4,4         | 12,7         | 21,4         | 64,6     | 23,8     | 0,0      | 17,2     | 105,6   |
| Giorni di ghiaccio (Tmax ≤ 0 °C)          | 11,0         | 6,6          | 1,9          | 0,0         | 0,0         | 0,0         | 0,0         | 0,0         | 0,0         | 0,0         | 1,8          | 7,8          | 25,4     | 1,9      | 0,0      | 1,8      | 29,1    |
| Nuvolosità (okta al giorno)               | 6,1          | 6,0          | 5,4          | 4,9         | 5,1         | 5,1         | 4,8         | 4,5         | 4,8         | 5,3         | 6,1          | 6,2          | 6,1      | 5,1      | 4,8      | 5,4      | 5,4     |
| Precipitazioni (mm)                       | 43,8         | 39,4         | 47,7         | 44,9        | 75,7        | 78,7        | 103,8       | 73,1        | 69,9        | 53,4        | 49,0         | 43,8         | 127,0    | 168,3    | 255,6    | 172,3    | 723,2   |
| Giorni di pioggia                         | 10,1         | 9,1          | 9,7          | 7,9         | 10,3        | 10,0        | 10,8        | 9,0         | 9,0         | 9,1         | 9,2          | 9,5          | 28,7     | 27,9     | 29,8     | 27,3     | 113,7   |
| Nevicate (cm)                             | 197,4        | 173,8        | 67,3         | 10,2        | 0,0         | 0,0         | 0,0         | 0,0         | 0,0         | 0,6         | 26,1         | 88,7         | 459,9    | 77,5     | 0,0      | 26,7     | 564,1   |
| Giorni di neve                            | 17,7         | 15,2         | 6,1          | 1,4         | 0,0         | 0,0         | 0,0         | 0,0         | 0,0         | 0,2         | 4,4          | 13,1         | 46,0     | 7,5      | 0,0      | 4,6      | 58,1    |
| Umidità relativa media (%)                | 84,6         | 80,5         | 74,1         | 66,5        | 69,8        | 70,8        | 71,8        | 73,4        | 79,6        | 83,0        | 85,9         | 86,3         | 83,8     | 70,1     | 72,0     | 82,8     | 77,2    |
| Ore di soleggiamento mensili              | 50,7         | 70,6         | 122,6        | 182,7       | 223,7       | 230,6       | 246,8       | 241,3       | 162,6       | 114,5       | 61,3         | 43,0         | 164,3    | 529,0    | 718,7    | 338,4    | 1 750,4 |
| Pressione a 0 metri s.l.m. (hPa)          | 984,5        | 983,4        | 982,4        | 981,2       | 982,3       | 982,5       | 982,2       | 983,3       | 984,1       | 984,6       | 983,3        | 984,3        | 984,1    | 982,0    | 982,7    | 984,0    | 983,2   |
| Tensione di vapore (hPa)                  | 5,0          | 5,2          | 5,9          | 7,6         | 10,8        | 13,7        | 15,4        | 15,3        | 12,4        | 9,6         | 7,3          | 5,5          | 5,2      | 8,1      | 14,8     | 9,8      | 9,5     |
| Vento (direzione-m/s)                     | 3,2          | 3,1          | 3,0          | 2,6         | 2,2         | 2,2         | 2,1         | 1,9         | 2,1         | 2,4         | 2,7          | 3,0          | 3,1      | 2,6      | 2,1      | 2,4      | 2,5     |

## Cultura

### Istruzione

#### Università e scuole
- Università della Slesia

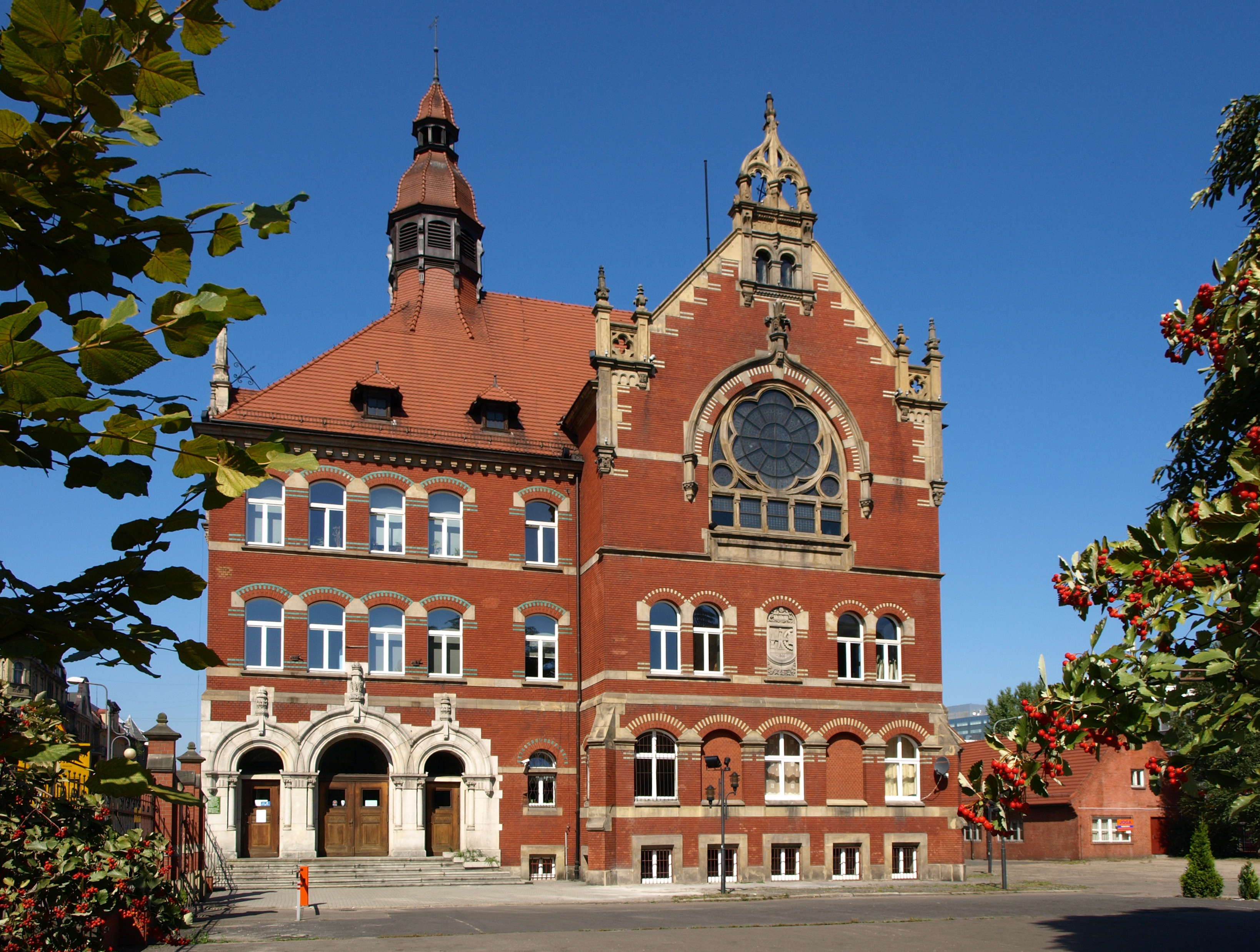
Il Gymnasium

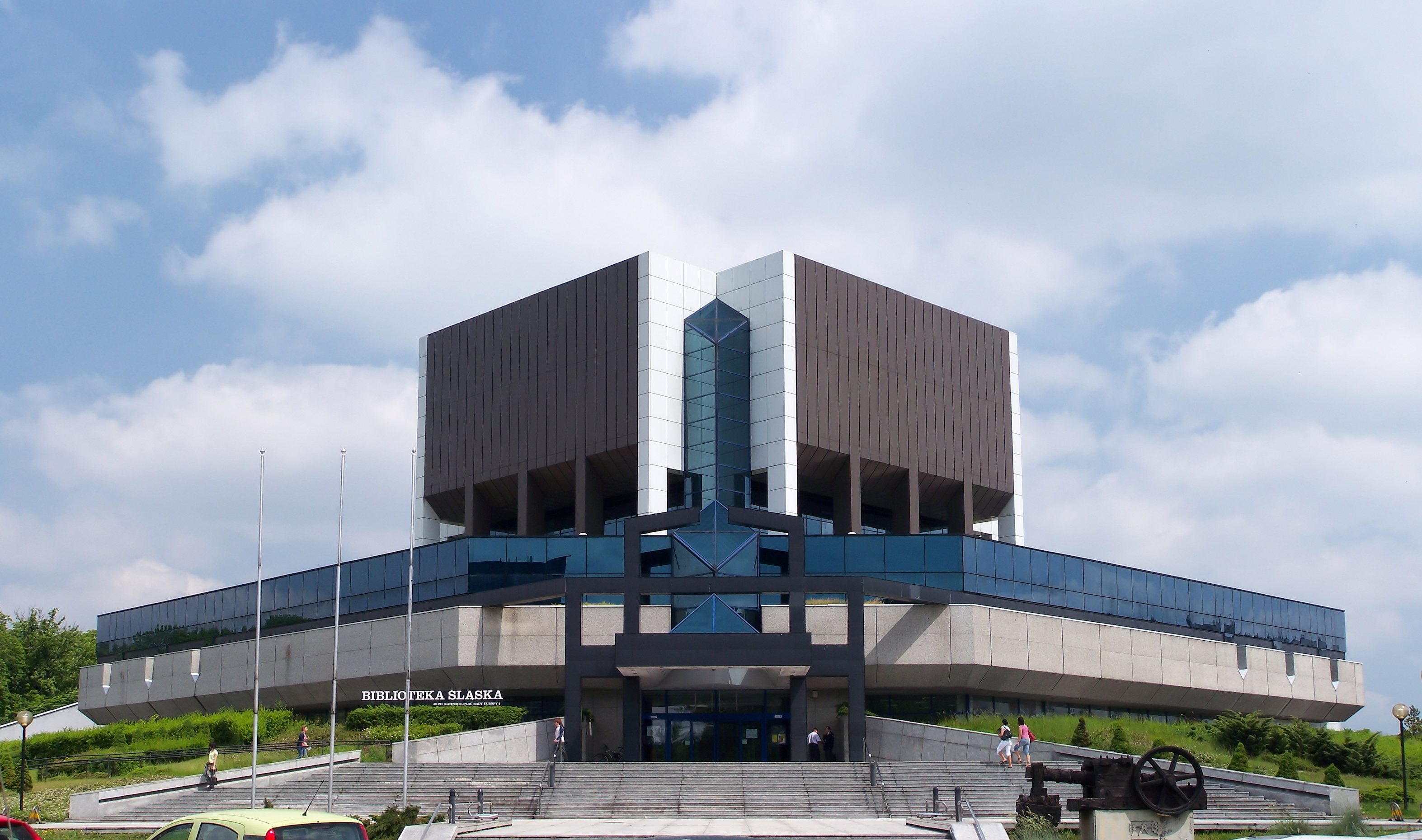
Biblioteca Śląska a Katowice

- Università di economia di Katowice
- Università della musica di Katowice
- Università dello sport di Katowice
- Università delle arti di Katowice
- Università delle arti di Cracovia (Akademia Sztuk Pięknych w Krakowie)
- Università medica della Slesia
- Università di tecnologia
- Academia nazionale delle scienze
- Śląska Wyższa Szkoła Informatyki w Katowicach
- Śląska Wyższa Szkoła Zarządzania w Katowicach
- Górnośląska Wyższa Szkoła Handlowa w Katowicach
- Międzynarodowa Szkoła Bankowości i Finansów
- Wyższa Szkoła Bankowości i Finansów w Katowicach
- Wyższa Szkoła Humanistyczna w Katowicach
- Wyższa Szkoła Humanistyczno-Ekonomiczna w Łodzi - wydział
- Wyższa Szkoła Pedagogiczna TWP w Warszawie, Instytut Pedagogiki
- Wyższa Szkoła Techniczna w Katowicach
- Wyższa Szkoła Technologii Informatycznych w Katowicach
- Wyższa Szkoła Umiejętności Społecznych w Poznaniu - wydział
- Wyższa Szkoła Zarządzania Marketingowego i Języków Obcych w Katowicach
- Wyższa Szkoła Zarządzania Ochroną Pracy w Katowicach
- Wyższe Seminarium Duchowne Braci Mniejszych w Katowicach
- Wyższe Śląskie Seminarium Duchowne w Katowicach
- Prywatne Nauczycielskie Kolegium Języków Obcych w Bielsku-Białej - wydział
- Prywatne Nauczycielskie Kolegium Języków Obcych w Katowicach

#### Musei
- Museo della Slesia

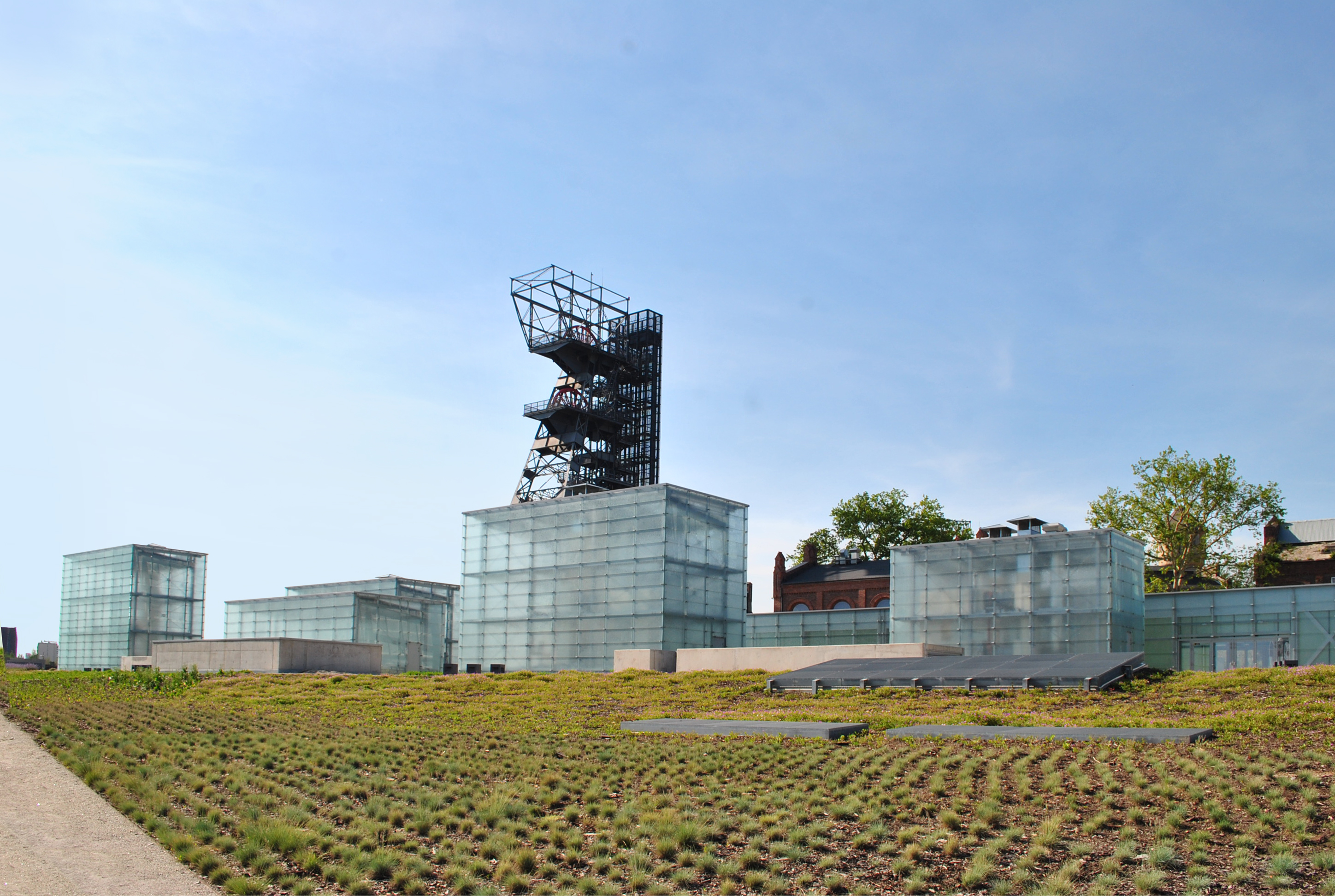
Museo della Slesia, nuova sede

Il museo della Slesia (in lingua polacca Muzeum Śląskie) è il museo più visitato dai turisti nella città di Katowice. Fondato nel 1929, era uno dei più grandi musei della Polonia. I nazisti distrussero l'edificio nel 1940 che fu restaurato solo nel 1984 e una parte dell'edificio fu adibita ad albergo. Recentemente il museo ha cambiato sede e ora si trova nella cosiddetta Zona della Cultura. Molte delle opere esposte nel museo sono originarie della regione della Slesia. 233 opere d'arte e molti ritratti di Stanisław Wyspiański e di Olga Boznańska furono esposti nel museo. Altri artisti che hanno esposto le loro opere nel museo sono stati: Jan Cybis, Tadeusz Makowski, Jozef Mehoffer, Piotr Michalowski, Tymon Niesiolowski, Stanisław Witkiewicz, Witold Wojtkiewicz, Edward Dwurnik, Adam Marczynski e Andrzej Wroblewski.
- Storia di Katowice
- Muzeum Archidiecezjalne
- Muzeum Misyjne OO. Franciszkanów
- Muzeum Biograficzne P. Stellera
- Muzeum Prawa i Prawników Polskich
- Muzeum Najmniejszych Książek Świata Zygmunta Szkocnego
- Izba Śląska
- Centrum Scenografii Polskiej
- Śląskie Centrum Dziedzictwa Kulturowego (Cultura della Slesia)

### Media
Stazioni televisive
- TVP 3 Katowice

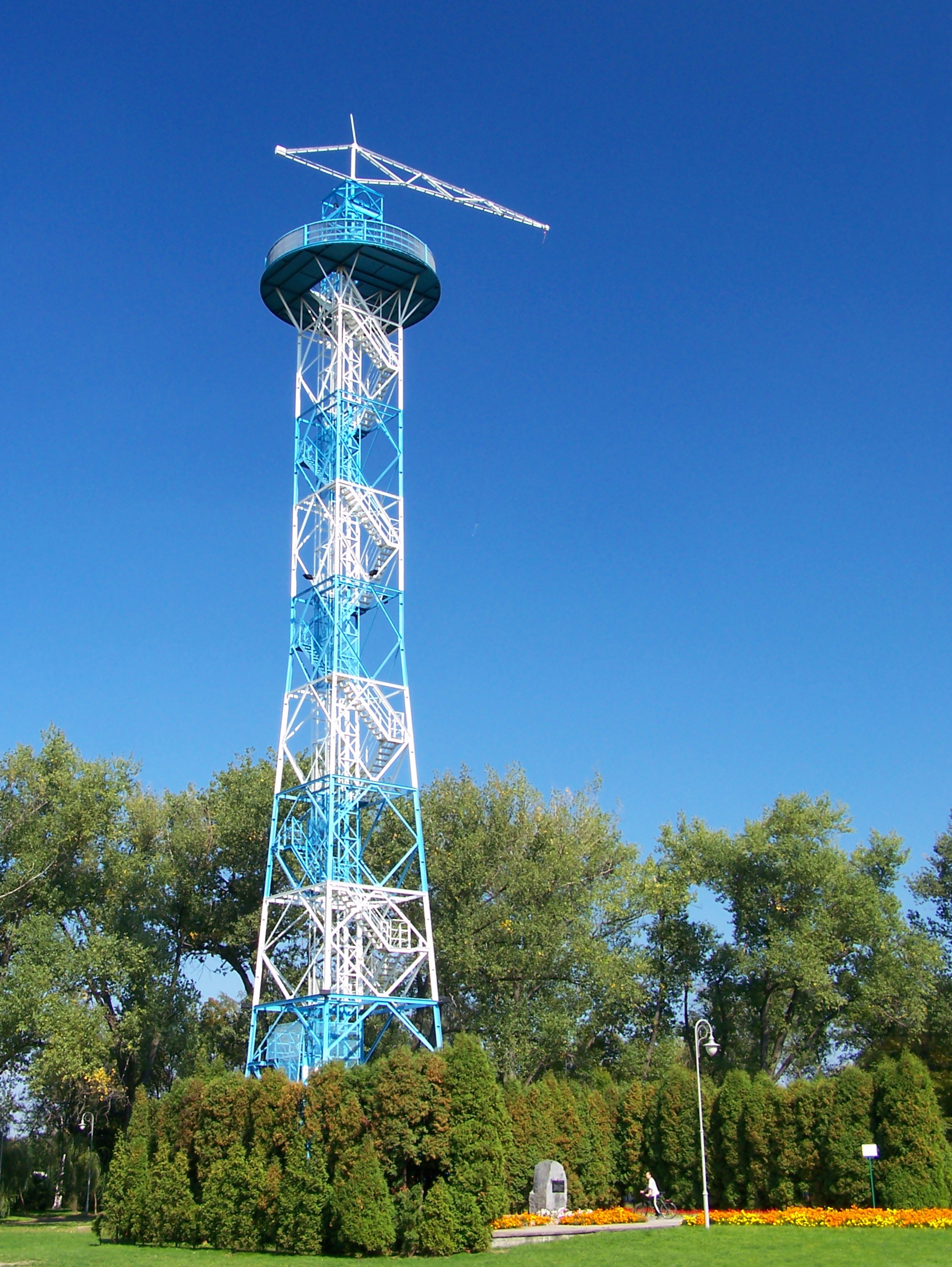
Parachute Tower

La torre di TVP Katowice è alta 90 metri e manda canali radio nella città di Katowice. La torre è di proprietà della radio TP EMITEL, ed è accessibile dai turisti. La torre iniziò ad essere costruita nel 1957.
- TVN24

TVN 24 è una emittente TV fondata il 9 agosto del 2001. La radio è di proprietà di TVN Network e di ITI Group. TVN 24 è accessibile anche negli Stati Uniti e in Germania. Il canale offre anche un meteo.
- TVS

TVS (Telewizja Silesia) è un'emittente televisiva regionale, diretta principalmente ai residenti del Voivodato della Slesia.
- Radio Katowice

Radio Katowice Polonia (in lingua polacca Polskie Radio Katowice) è la più grande stazione radio della Slesia. Essa fu creata nel 1926. La radio non si riceve solo a Katowice, ma in tutta la regione della Slesia.
- Antyradio

Antyradio è una radio che non si riceve solo a Katowice, ma in tutta la Polonia. Antyradio trasmette musica rock. Dal 1º giugno del 2005 è attiva.
- Radio Roxy FM
- Radio Planeta

Giornali
- Dziennik Zachodni

Dziennik Zachodni è il giornale regionale della Slesia. La sede è nel capoluogo amministrativo della regione, la città di Katowice. La prima edizione del giornale fu nel febbraio del 1945. Dopo qualche anno, il giornale vendeva più di 100 000 copie al giorno. Alla fine del 2004 si unì col quotidiano Trybuna Śląska, che era uno dei più famosi. Nel 2005 vendeva quindi più di 320 000 copie al giorno, senza contare le edizioni speciali di tutte le settimane: i lunedì educazione, i mercoledì motorizzazione, i giovedì famiglia, i sabati viaggi e salute.
- Gazeta Wyborcza (edizione locale)
- Fakt (edizione locale)
- Echo Miasta
- Metro - Katowice
- Nowy Przegląd Katowicki

### Musica
- Musica della Slesia
- Cinema Slesia
- Cinema GuGalander
- Mega Club
- Narodowa Orkiestra Symfoniczna Polskiego Radia

### Eventi e festival
- Rawa Blues Festiwal
- Metalmania
- Mayday
- Międzynarodowy Konkurs Dyrygentów im. G. Fitelberga
- Międzynarodowy Festiwal Orkiestr Wojskowych
- Międzynarodowa Wystawa Grafiki "Intergrafia"
- Ogólnopolski Festiwal Sztuki Reżyserskiej "Interpretacje"
- Ars Cameralis Silesiae Superioris (Górnośląski Festiwal Sztuki Kameralnej)

## Quartieri

Quartieri di Katowice

| I. Centro - 1. Śródmieście - 2. Koszutka - 3. Bogucice - 4. Osiedle Paderewskiego - Muchowiec II. Nord - 5. Załęże - 6. Osiedle Witosa - 7. Osiedle Tysiąclecia - 8. Dąb - 9. Wełnowiec - Józefowiec III. Ovest - 10. Ligota - Panewniki - 11. Brynów - Osiedle Zgrzebnioka - 12. Brynów - Załęska Hałda | IV. Est - 13. Zawodzie - 14. Dąbrówka Mała - 15. Szopienice - Burowiec - 16. Janów - Nikiszowiec - 17. Giszowiec V. Sud - 18. Murcki - 19. Piotrowice - Ochojec - 20. Zarzecze - 21. Kostuchna - 22. Podlesie |

## Infrastrutture e trasporti

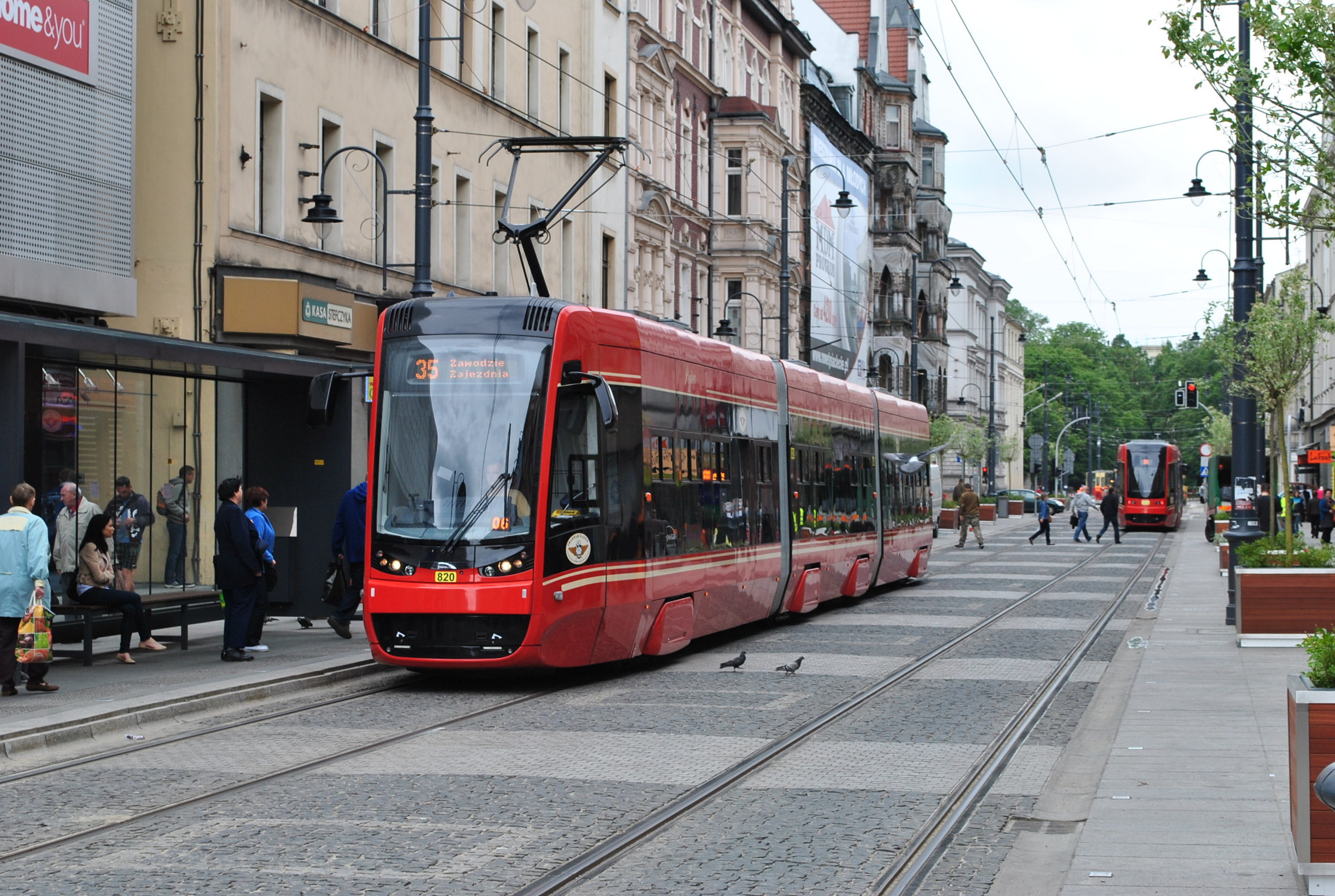
Tram nel centro di Katowice

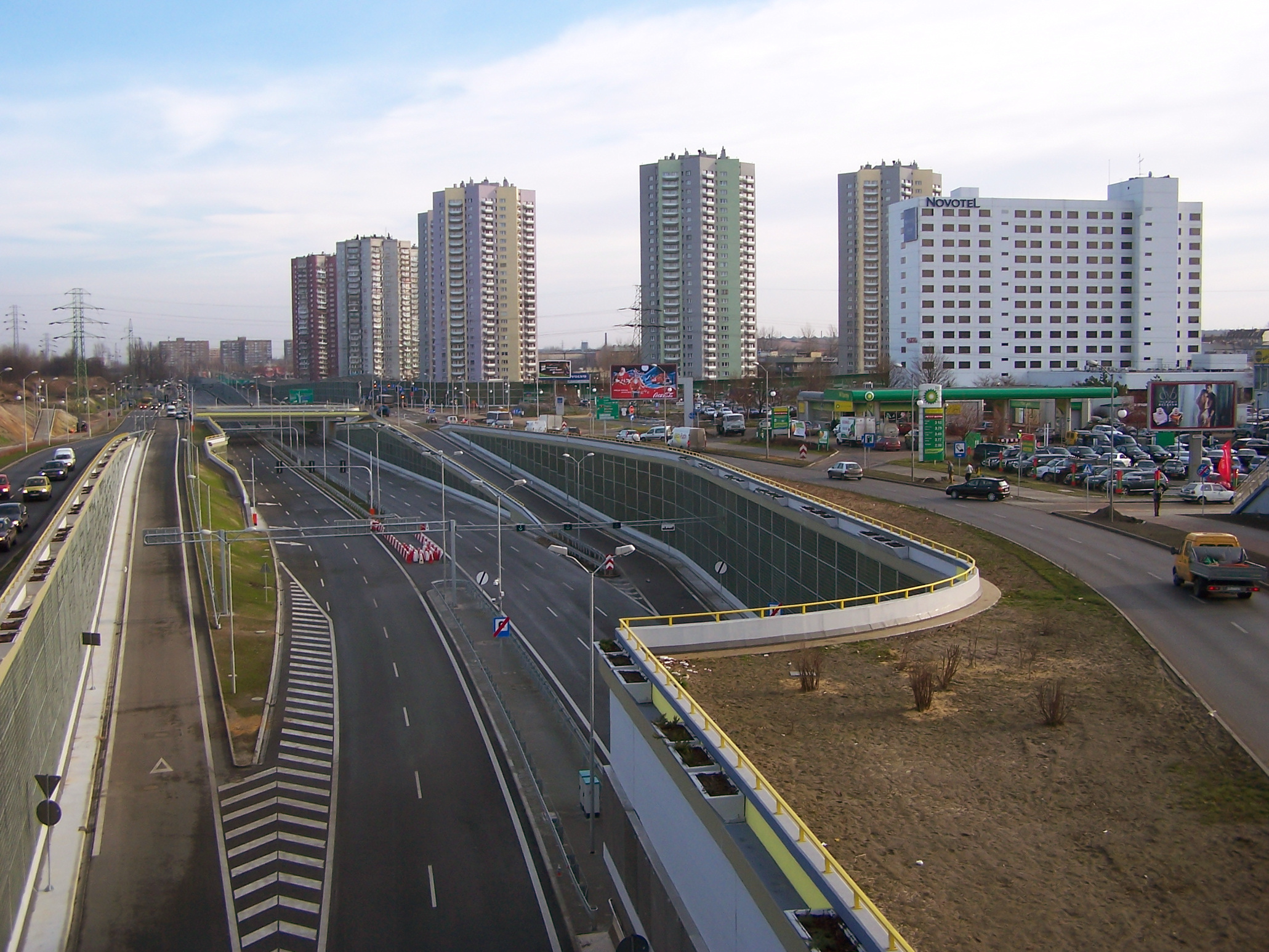
La strada principale che passa per Katowice

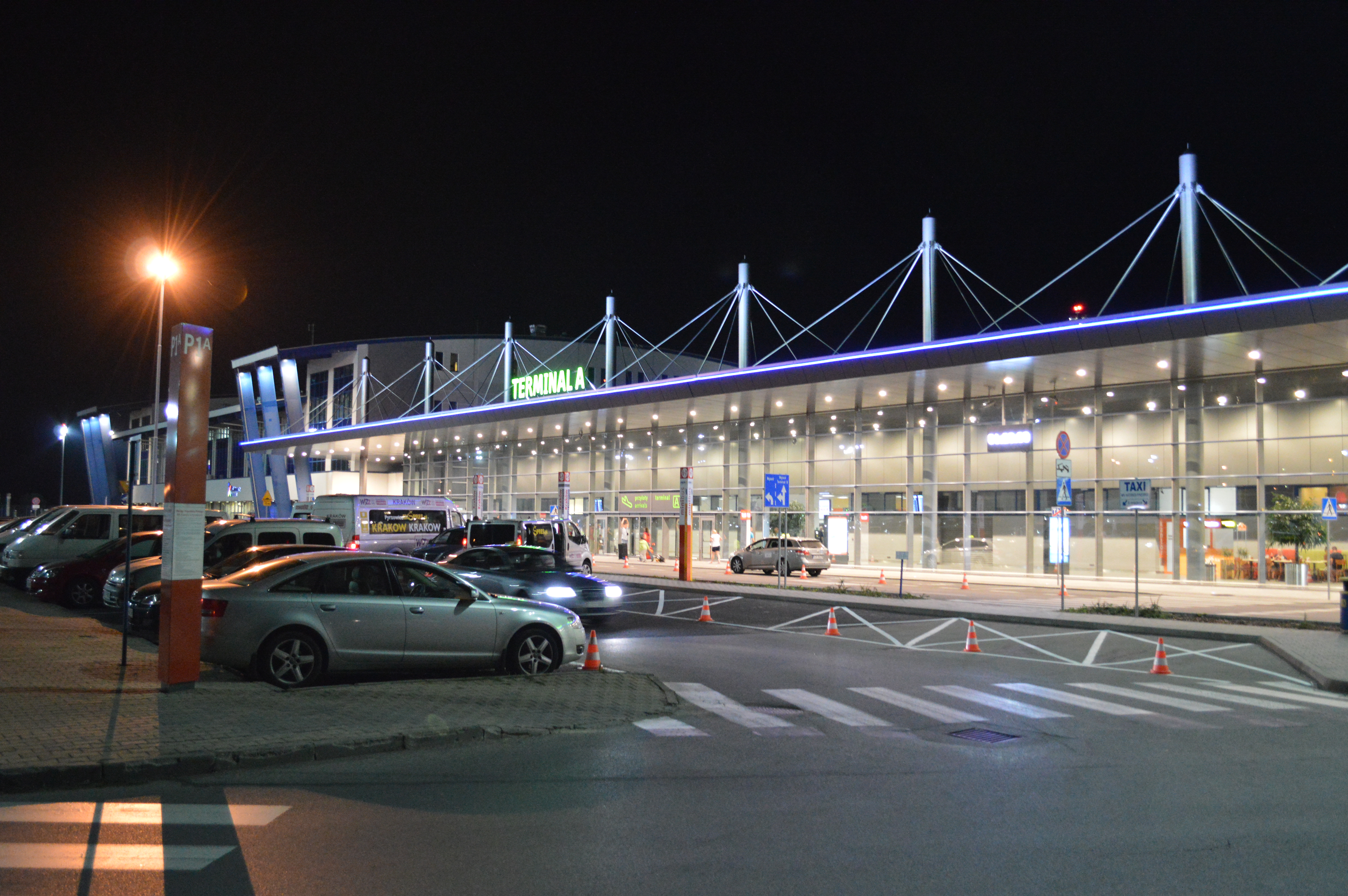
Aeroporto di Katowice-Pyrzowice

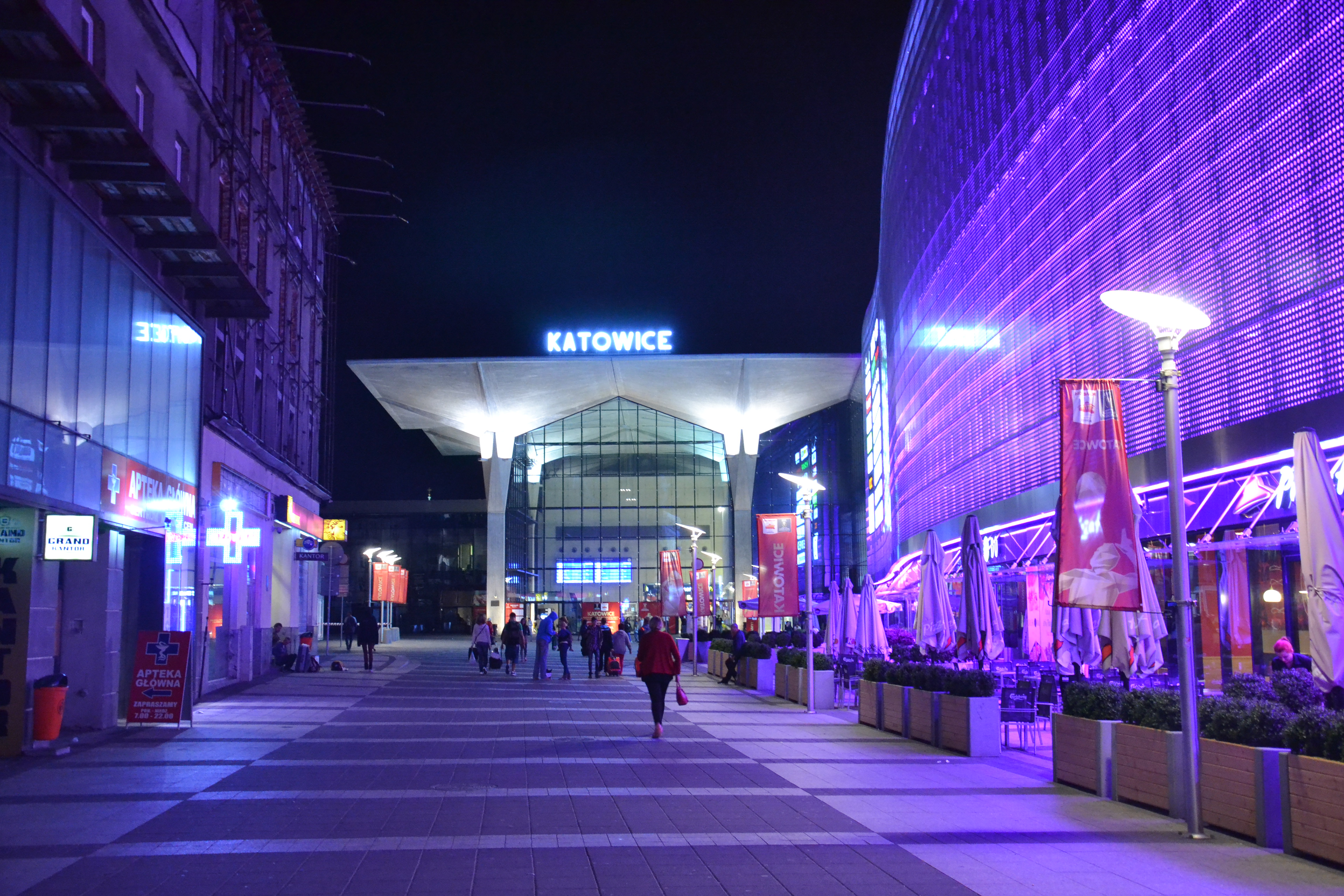
Stazione ferroviaria di Katowice

Il trasporto pubblico a Katowice è molto diffuso. Si usano: autobus, treni e tram. Altri servizi sono gestiti da associazioni private.

### Tram
Quello di Katowice è uno dei più grandi collegamenti di tram del mondo, ed è esistente dal 1894. Il sistema è lungo circa 50 chilometri e ha 14 fermate in tutta l'Alta Slesia.

### Strade
- Autostrada A1
- Autostrada A4
- DK1, strada nazionale
- DK44, strada nazionale
- DK78, strada nazionale
- DK79, strada nazionale
- DK81, strada nazionale
- DK86, strada nazionale
- DK88, strada nazionale
- DK94, strada nazionale
- Strada europea E40 (Francia, Belgio, Germania, Polonia, Ucraina, Russia, Uzbekistan, Kazakistan)
- Strada europea E75 (Norvegia, Finlandia, Polonia, Slovenia, Ungheria, Croazia, Serbia, Macedonia, Grecia)
- Strada europea E462 (Repubblica Ceca, Polonia)

### Aeroporti
Katowice dispone dell'Aeroporto di Katowice-Pyrzowice, localizzato a circa 30 chilometri dal centro della città. Con oltre 20 voli internazionali e nazionali al giorno, è l'aeroporto più grande della Slesia (con oltre sei milioni di passeggeri in totale nel 2024). C'è stata anche la proposta di trasformare il centro sportivo di Katowice in un altro, piccolo aeroporto.

### Ferrovie
La prima ferrovia nata nell'area di Katowice risale al 1846. Oggigiorno Katowice è uno dei più importanti nodi ferroviari della Slesia, ma anche dell'intera Polonia. La Stazione Centrale di Katowice è la più importante della città, con destinazioni internazionali e nazionali. A poca distanza da Katowice, nella città di Sławków, ha inoltre il capolinea la LHS (Linia Hutnicza Szerokotorowa), una
linea ferroviaria non elettrificata a scartamento russo lunga 394 km che collega direttamente la Polonia con l'Ucraina permettendo così ai convogli merci ucraini di giungere direttamente nella zona industriale della Slesia senza dover effettuare la sostituzione degli assi dei carri al confine. Questa linea non è percorsa da convogli passeggeri.

### Trasporto sull'acqua
Katowice è una città attraversata da canali d'acqua, come Kanal Gliwicki, il principale, che va a finire nel fiume Oder (che scorre quasi interamente al confine tra Germania e Polonia) fino a sfociare nella zona appartenente alla Germania del Mar Baltico. Il Kanal Klodnicki non è lunghissimo ed è adatto a crociere per turisti.

## Amministrazione

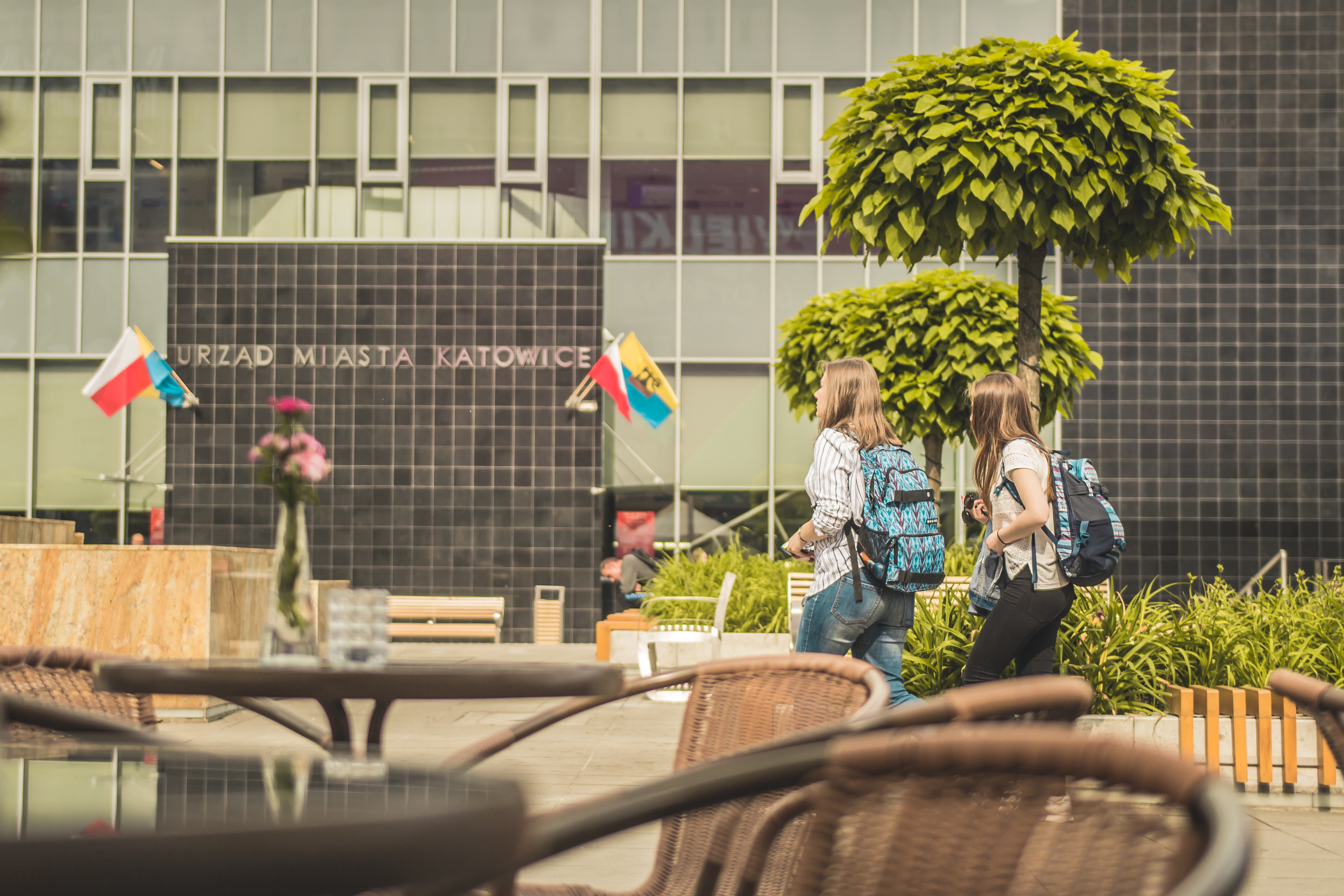
Municipio della città

### Gemellaggi
Katowice è gemellata con le seguenti città:
- Colonia, dal 1991[3]
- Groninga[4]
- Miskolc[5]
- Mobile[6]
- Odense[7]
- Ostrava, dal 1960[8]
- Opava[9]
- Saint-Étienne, dal 1994[10]
- Shenyang[11]
- Košice[12]
- South Dublin[13]

## Sport
- GKS Katowice (calcio)
- Górniczy Klub Sportowy GieKSa Katowice (pallavolo)
- AZS AWF Katowice
- KS Rozwój Katowice
- MK Katowice
- Kolejarz Katowice
- Podlesianka Katowice
- AZS US Katowice
- Naprzód Janów Katowice
- HKS Szopienice
- Hetman Katowice
- Hetman Szopienice
- MAKS Murcki Katowice
- Sparta Katowice
- HC GKS Katowice
- AWF Mickiewicz Katowice
- Silesia Rebels (football americano)
- FC Katowice
- Diana Katowice
- Germania Katowice
- EKS Katowice
- Dąb Katowice
- Gwardia Katowice
- Pogoń Katowice
- KS Baildon Katowice
- Centrum Body Club Katowice
- IEM Katowice

### Impianti sportivi
Uno dei palazzetti dello sport della città è lo Spodek, situato nel centro della città; ospita manifestazioni sportive di pallacanestro, pallavolo, tennis, atletica leggera indoor e hockey su ghiaccio, può inoltre ospitare spettacoli ed esibizioni teatrali e musicali.
La principale squadra di calcio della città, il GKS Katowice gioca nello Stadion GKS Katowice (6710 posti). 

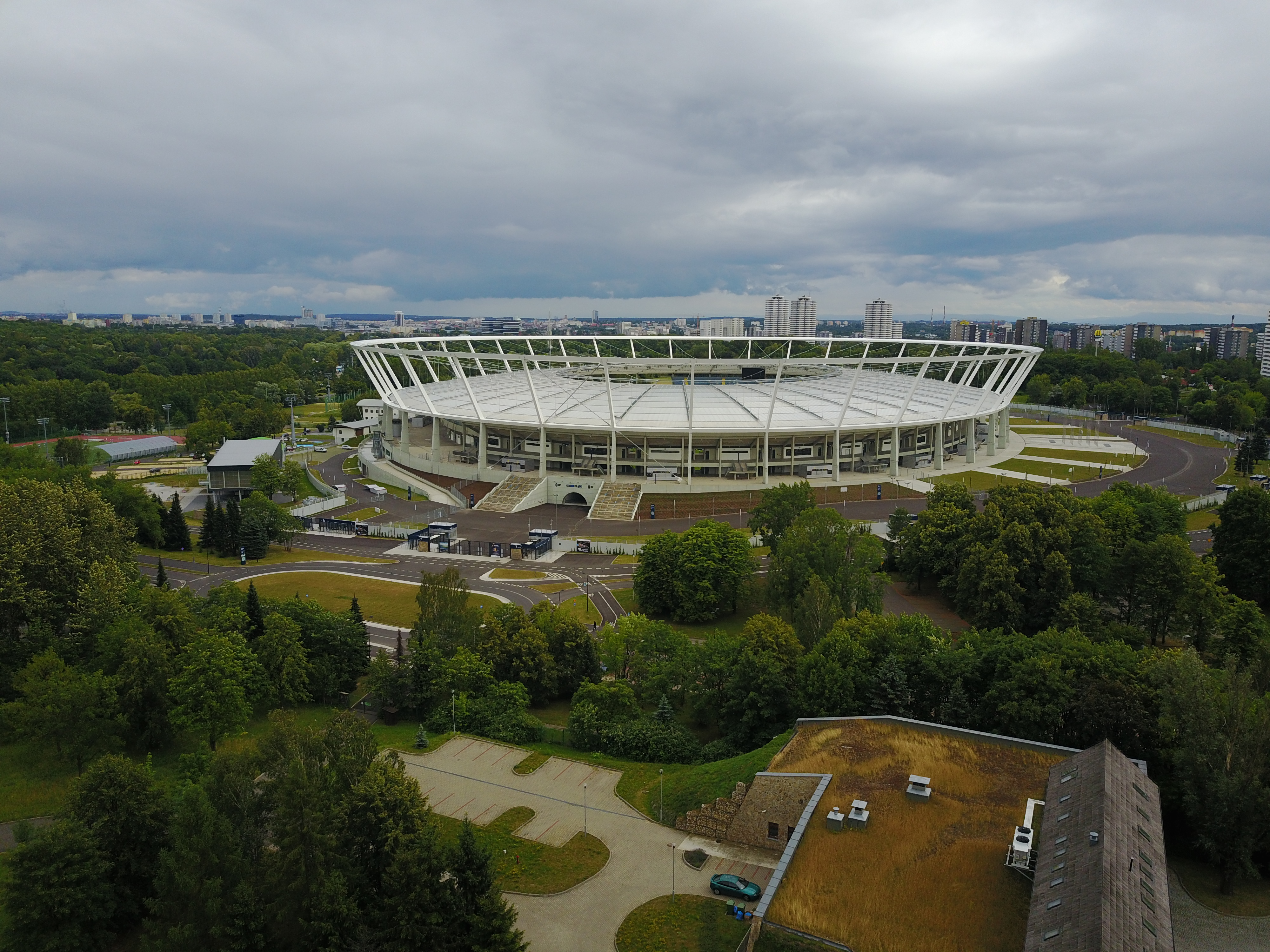
Stadion Śląski

A pochi chilometri dal centro Katowice ma formalmente nel territorio di Chorzów sorge lo Stadio della Slesia (in polacco Stadion Śląski), 54 378 posti, per anni stadio nazionale della Polonia, che ospita sia le partite della Nazionale di calcio, sia eventi internazionali di Atletica leggera.

## Galleria d'immagini

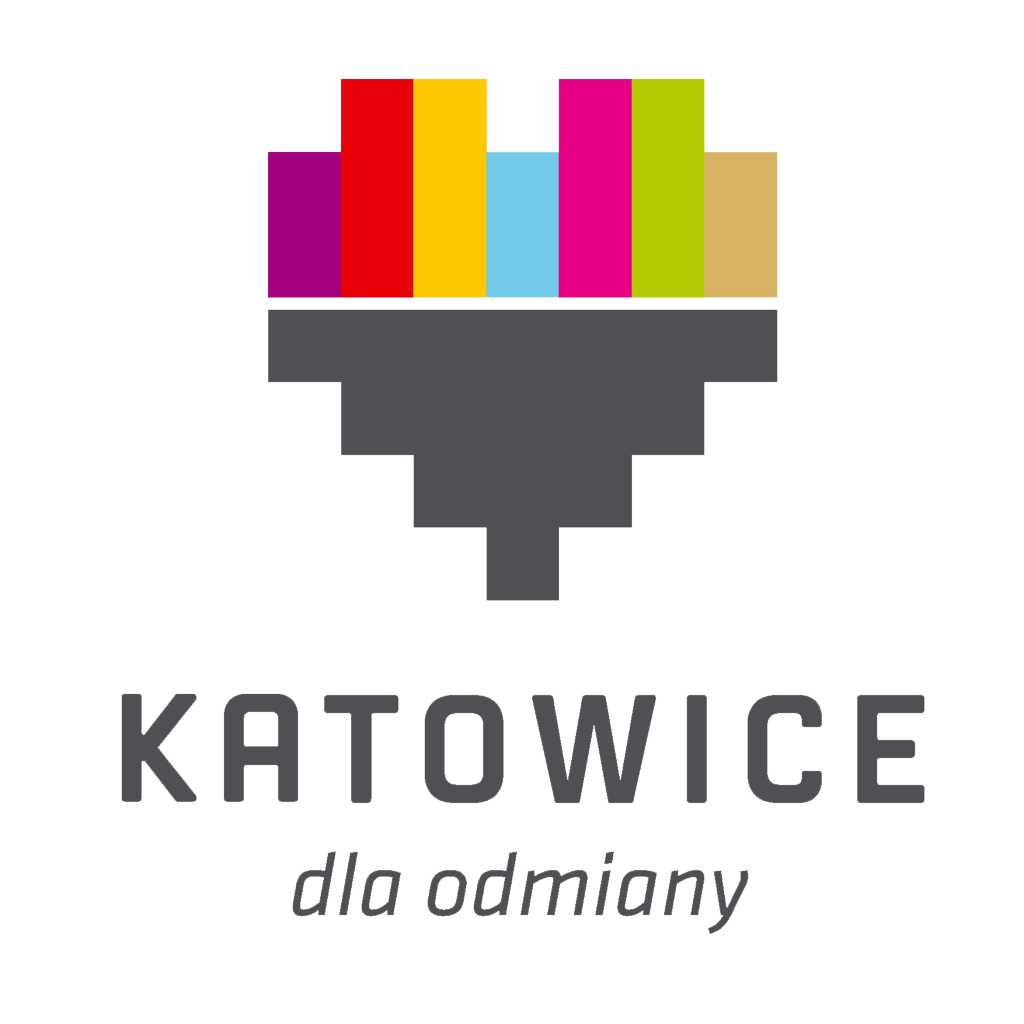
Logotipo
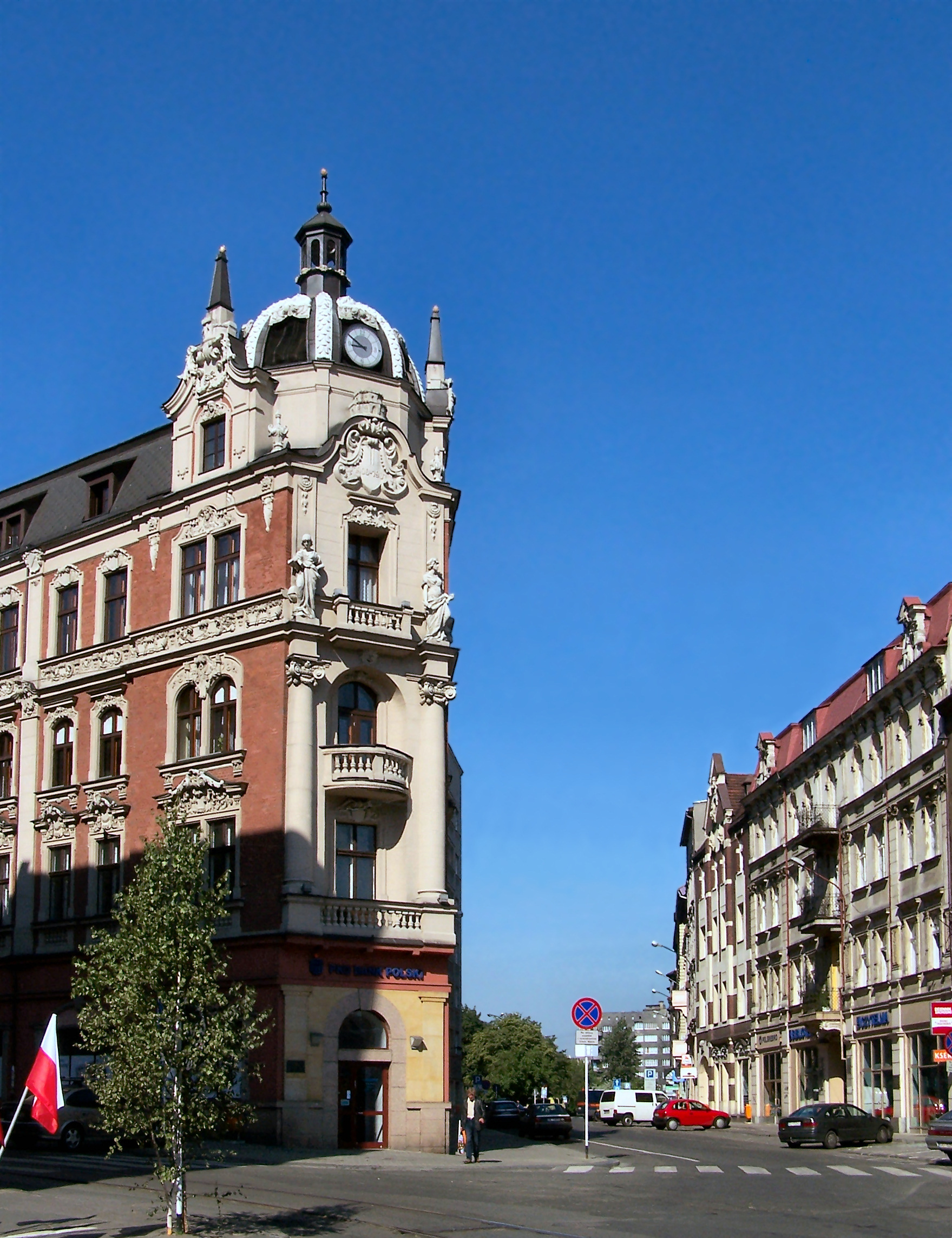
Abitazioni in stile Art Noveau
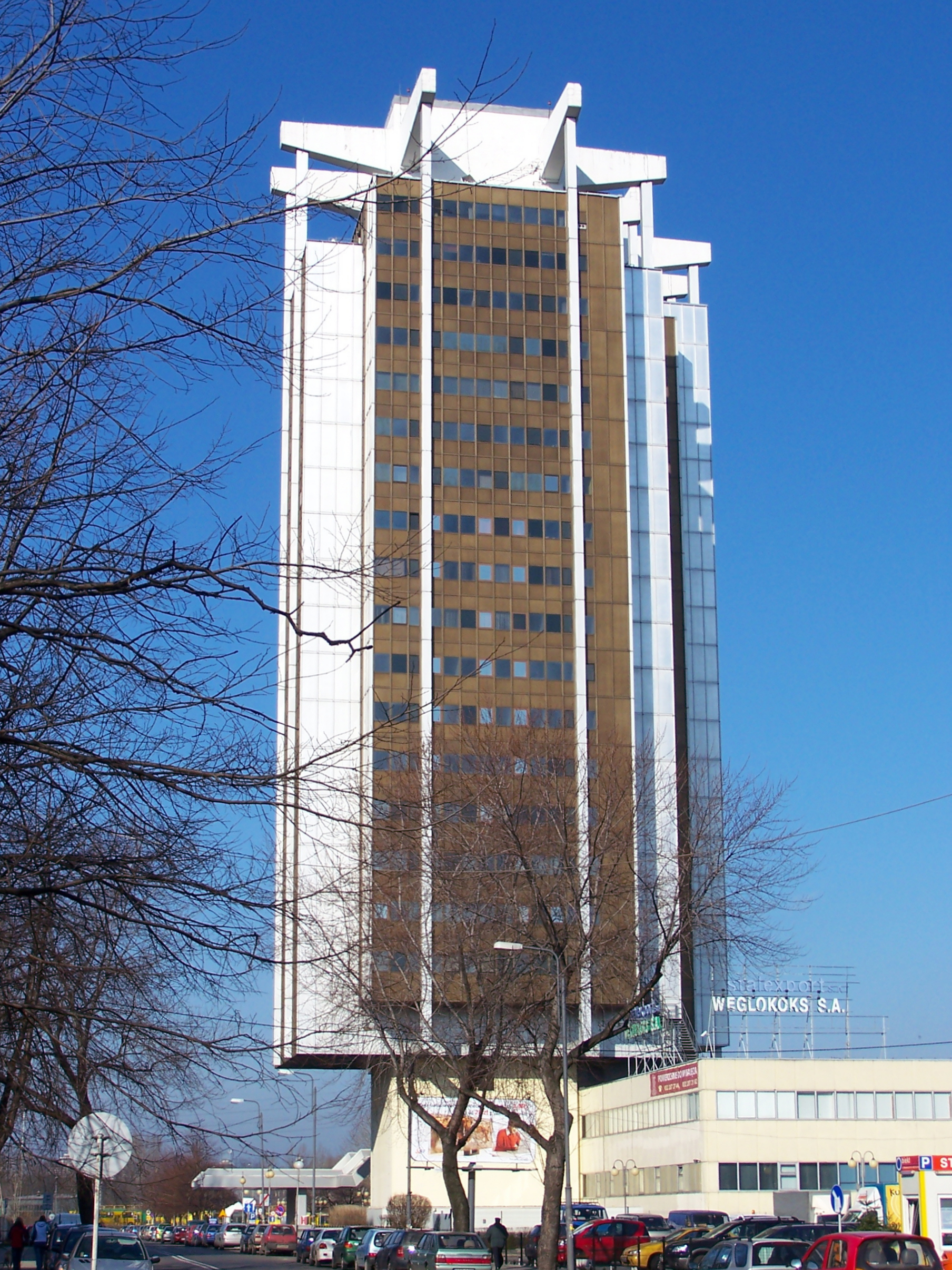
Grattacielo Stalexport
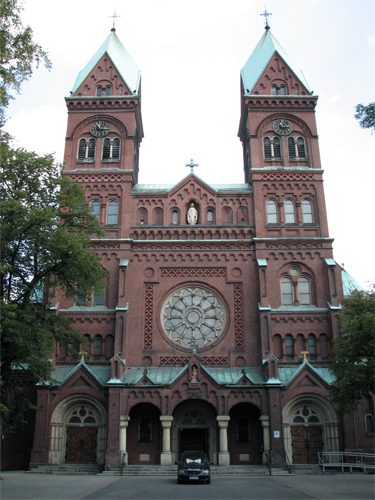
Basilica di San Lodovico dei francescani
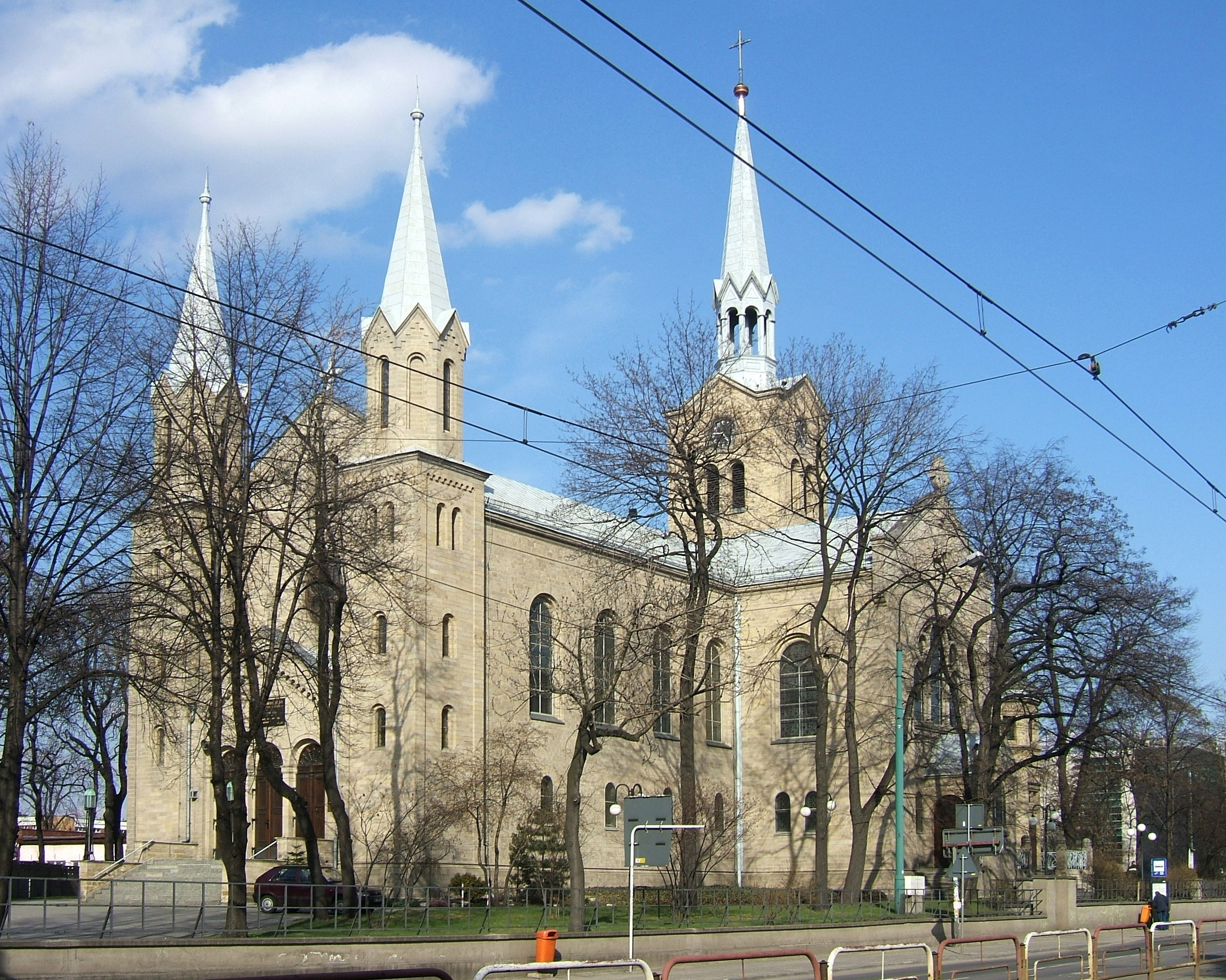
La cattedrale protestante
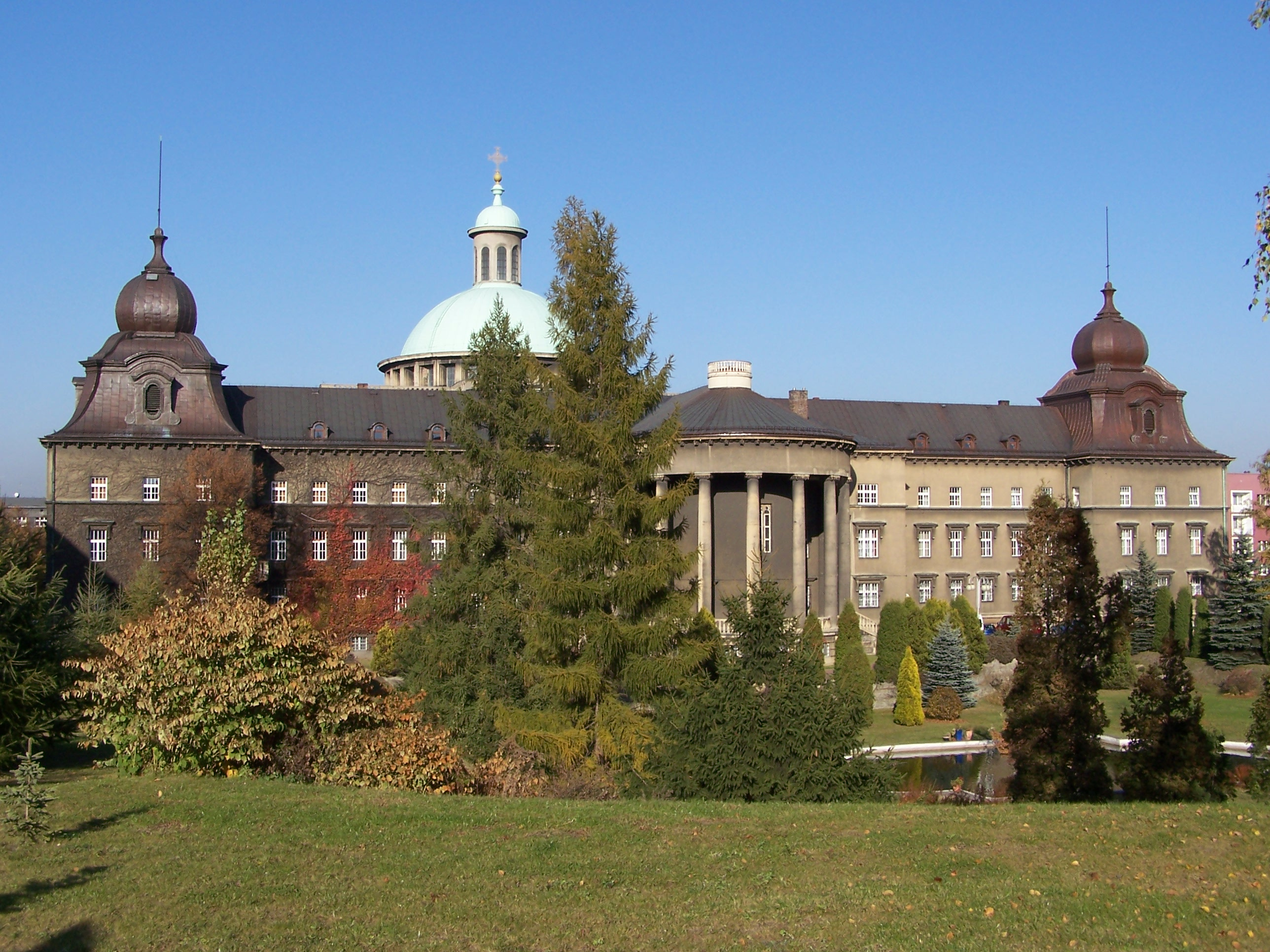
Palazzo Vescovile
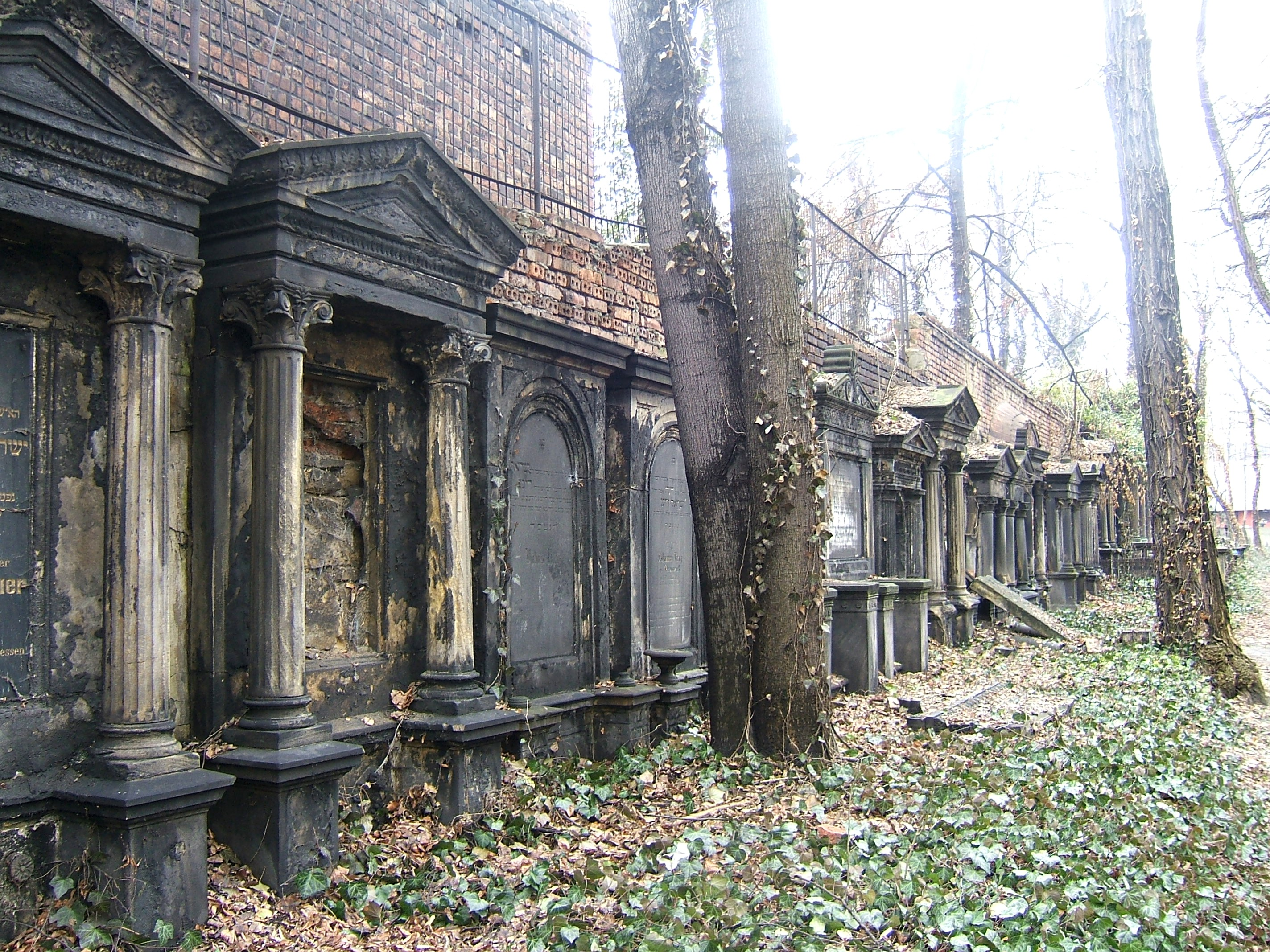
Cimitero ebraico di Katowice
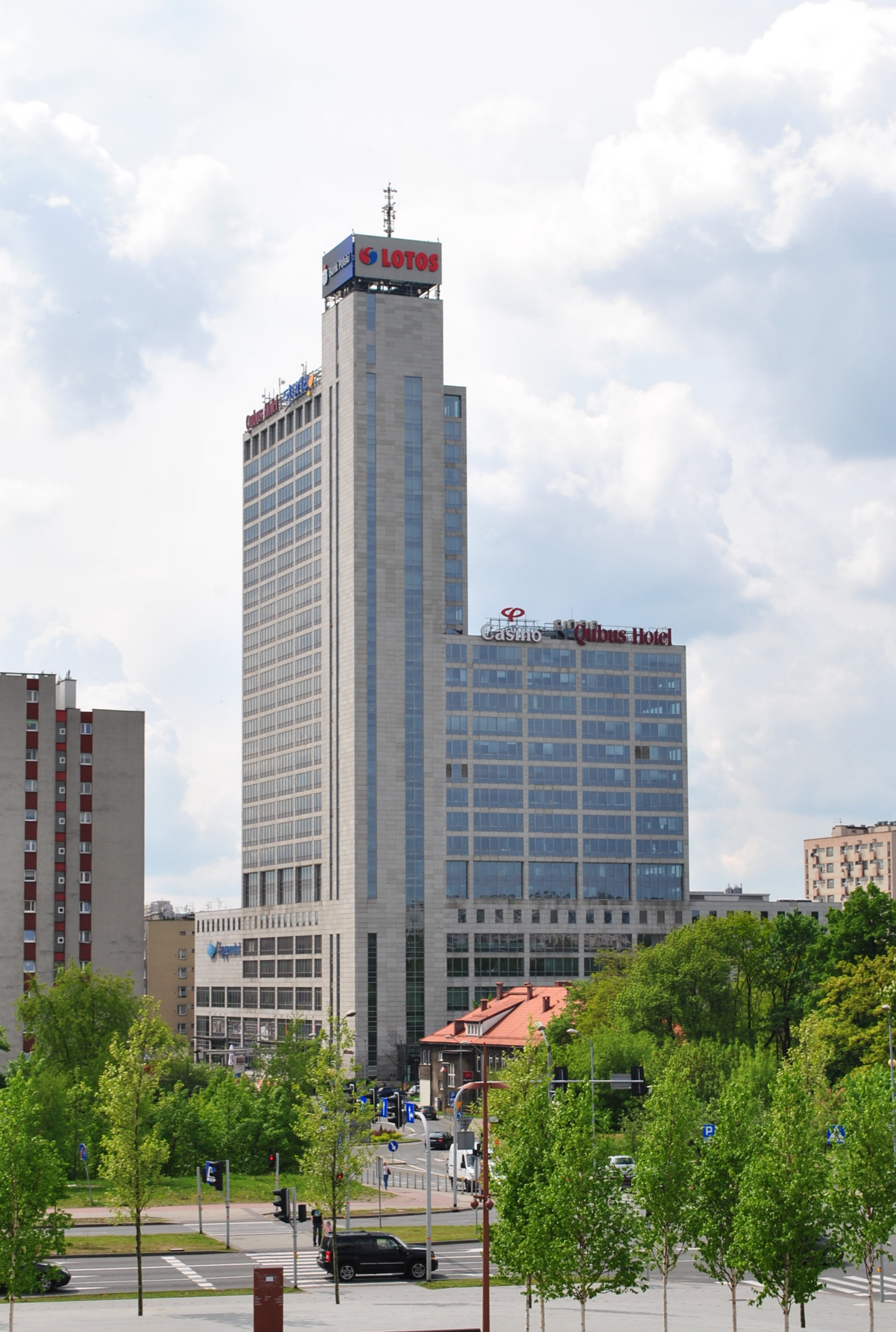
Grattacielo Altus
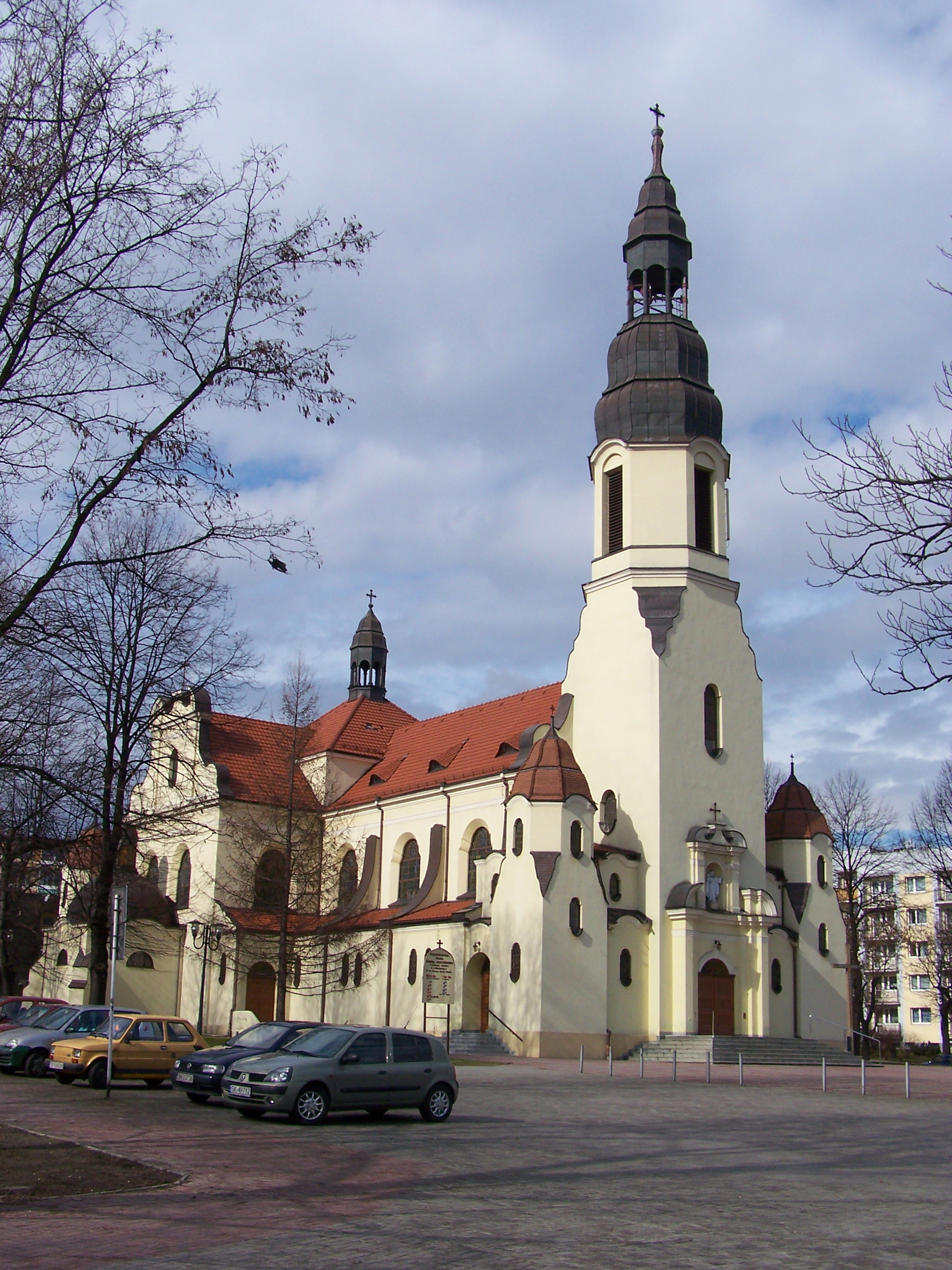
Chiesa moderna
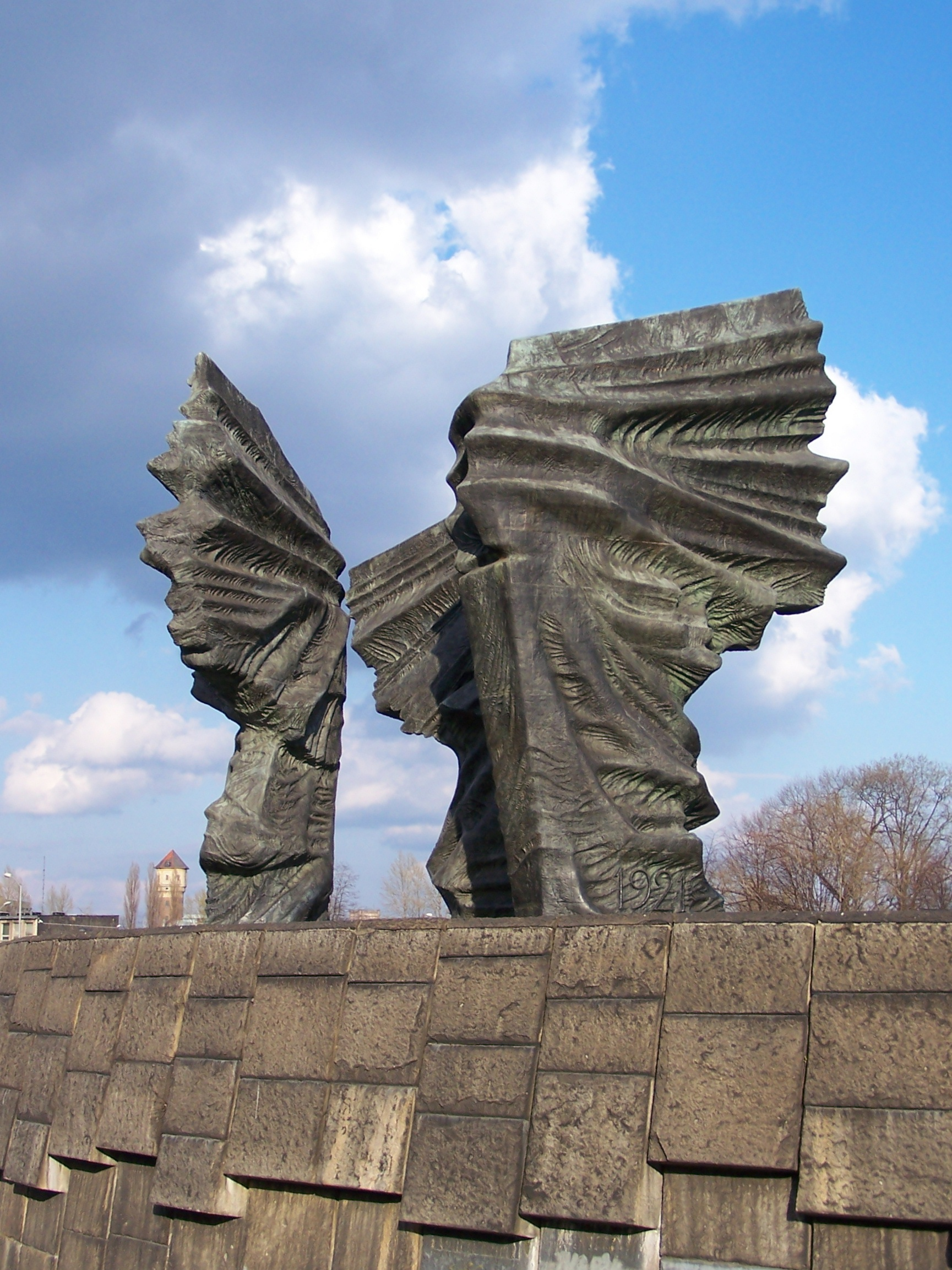
Monumento della Slesia
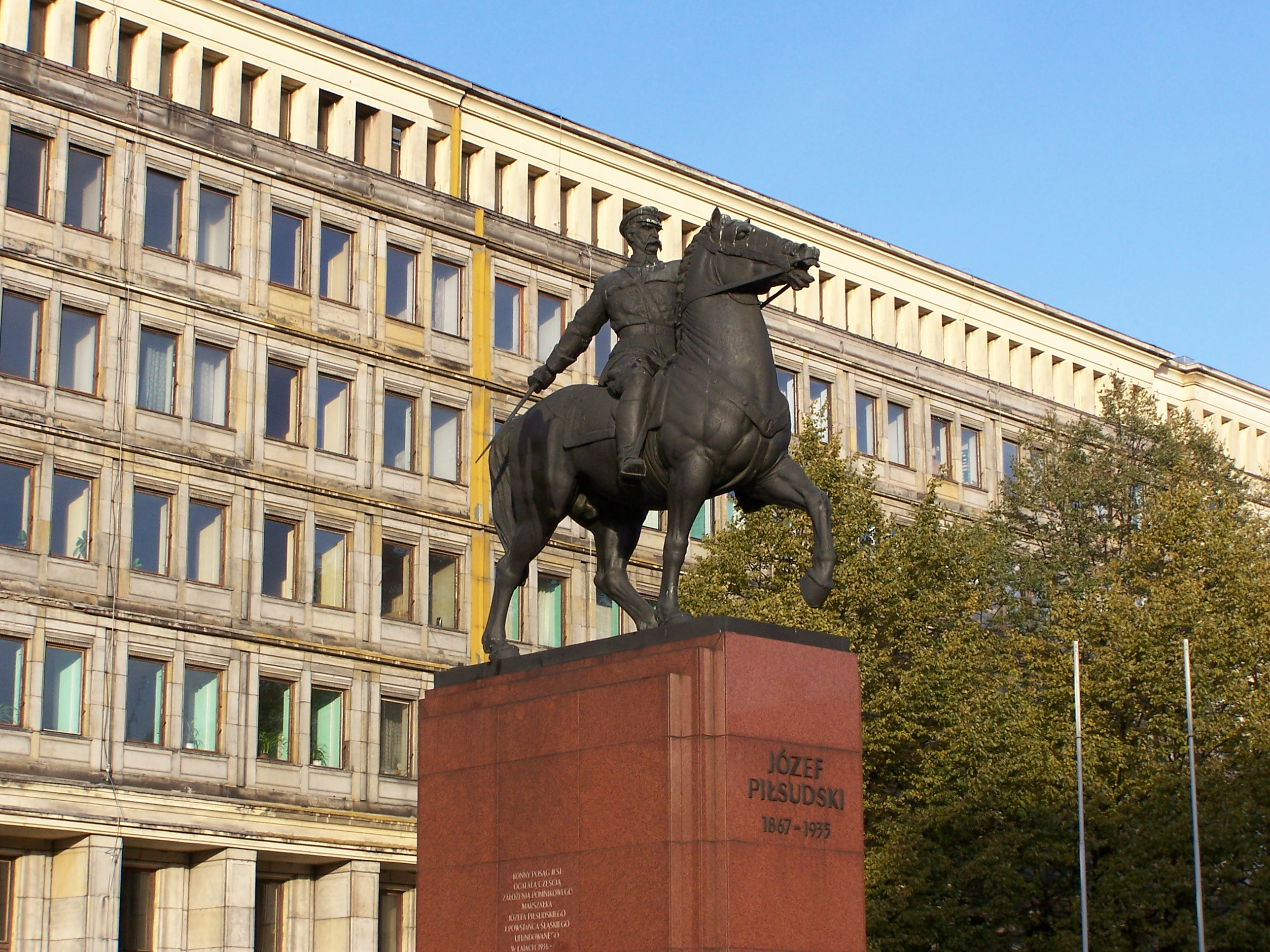
Monumento a Jozef Piłsudski
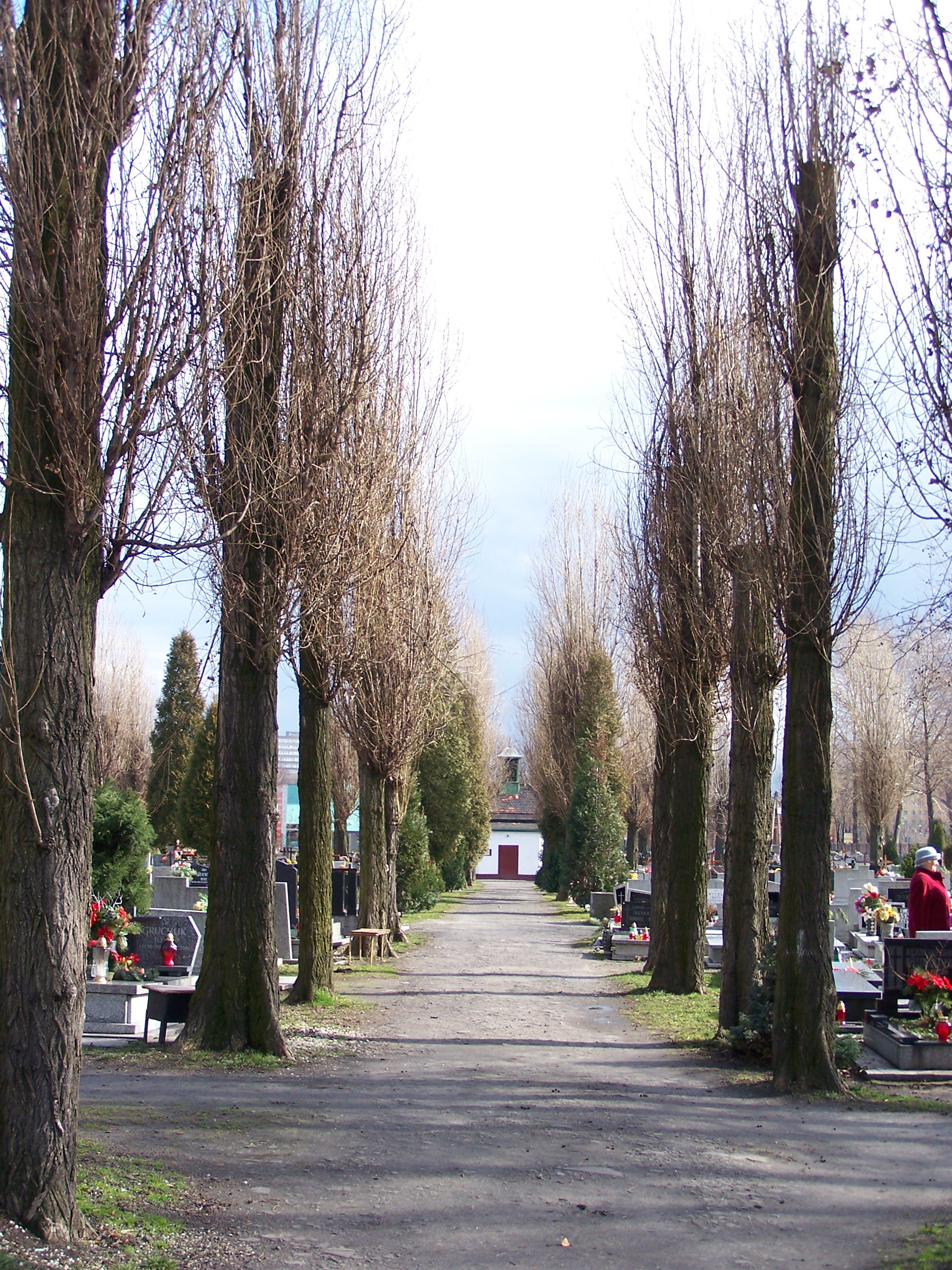
Cimitero a Katowice
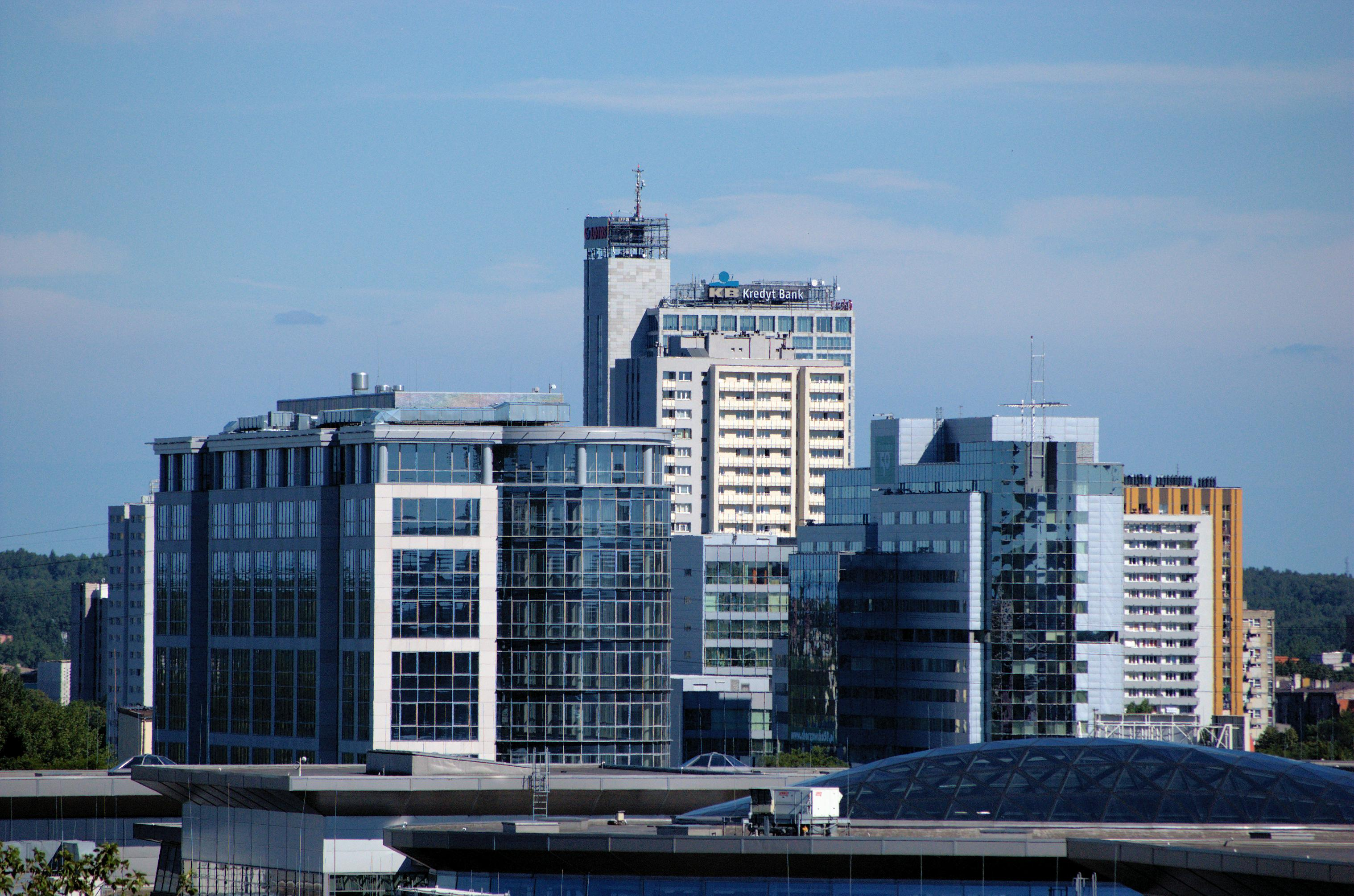
Edifici commerciali a Katowice
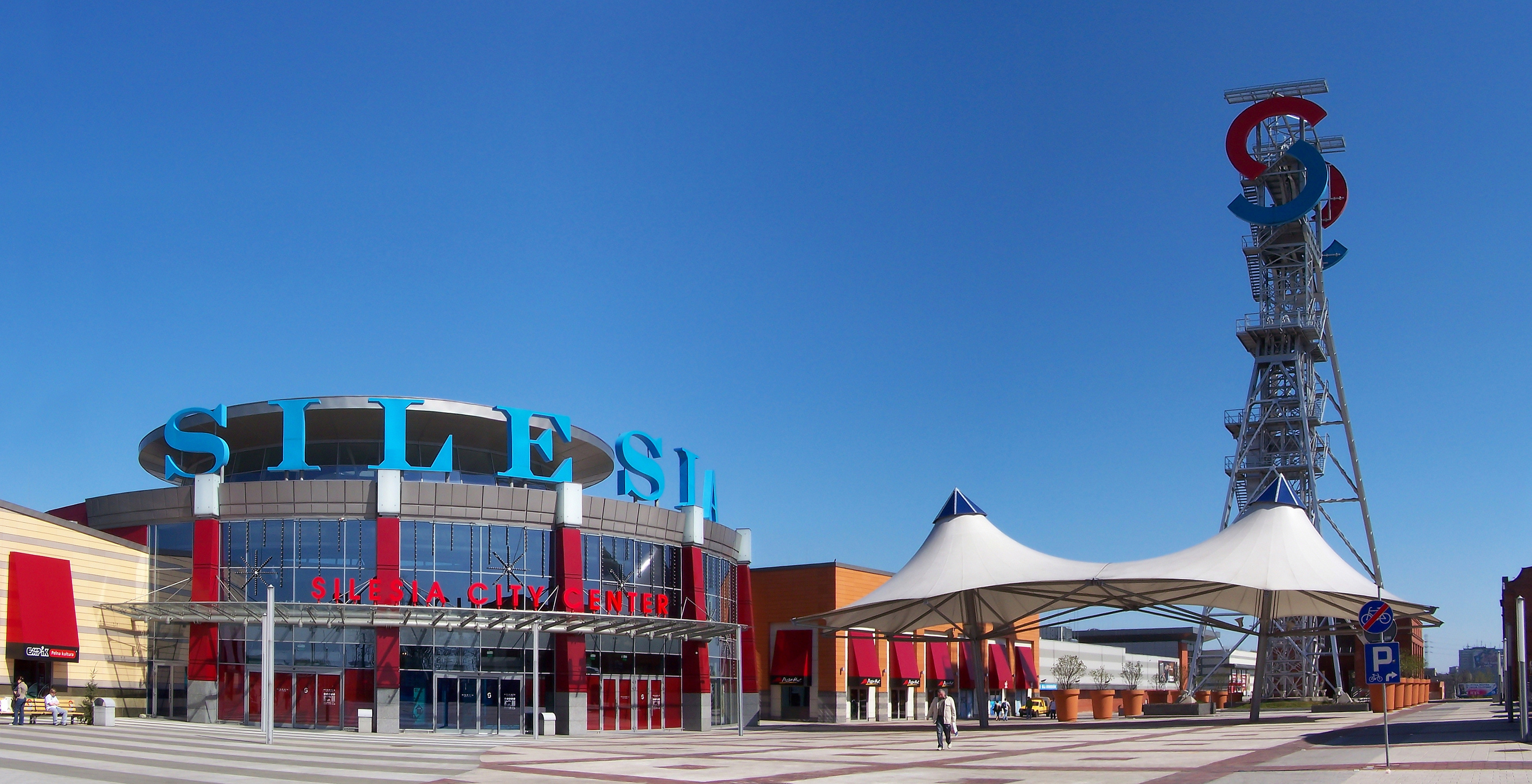
Centro commerciale Silesia City Center
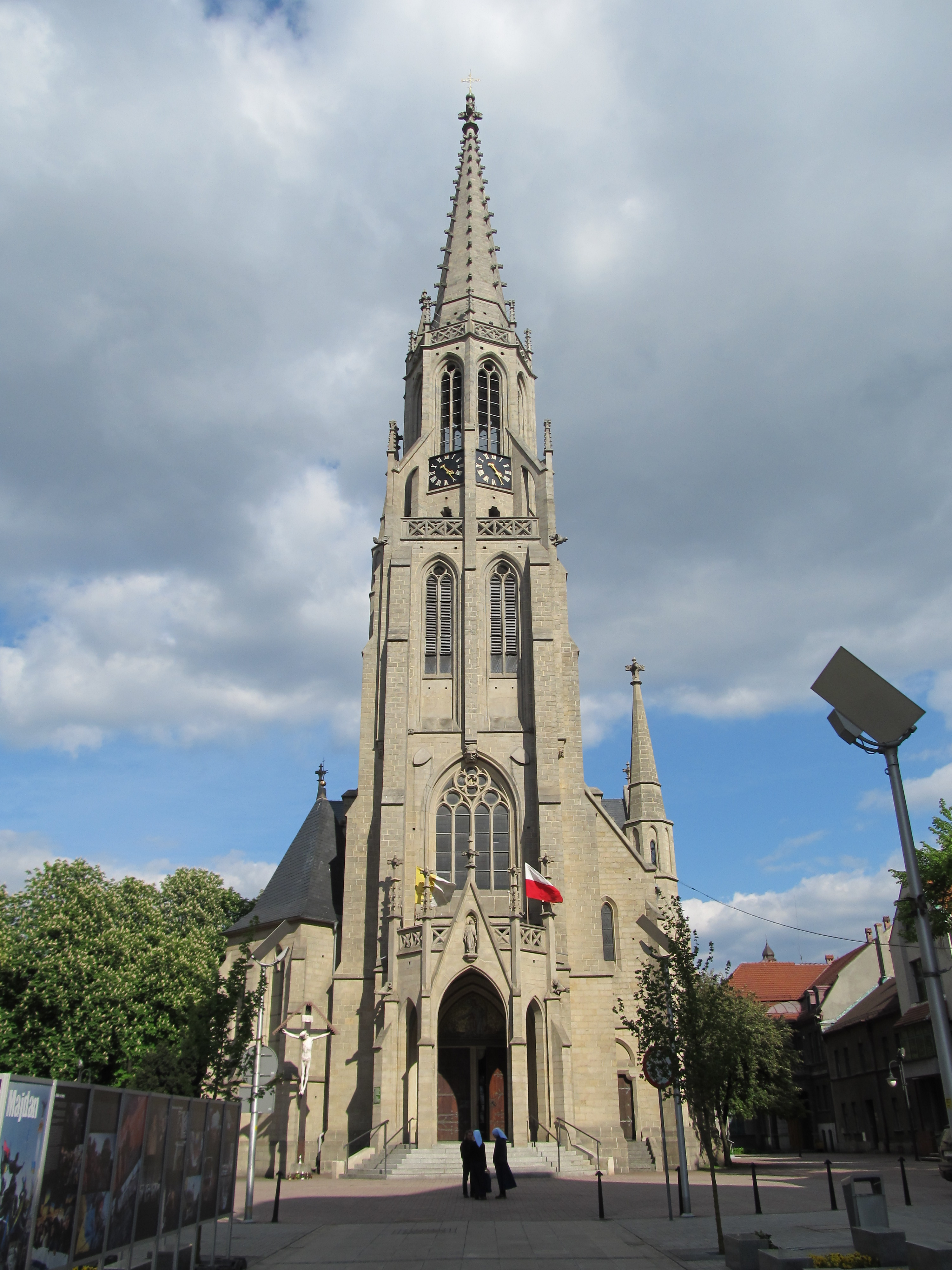
Chiesa neogotica di rito romano